# Kamenec (Horní Lužice)
Kamenec (německy Kamenz; výslovnost: [k a: m ɛ n ts], hornolužickosrbsky Kamjenc, dolnolužickosrbsky Kamjeńc, latinsky Camentia) je velké okresní město v Horní Lužici na východě německé spolkové země Saska, v zemském okrese Budyšín. Leží na řece Černý Halštrov na úpatí vrchu Hutberg, asi 35 km severovýchodně od Drážďan, a má přibližně 17 tisíc obyvatel. Kamenec bývá v souvislosti se svým nejslavnějším rodákem označován jako „Lessingovo město“. Svůj rozkvět prožil zvláště v 19. století v období industrializace. Mezi jeho nejvýznamnější pamětihodnosti patří pozdně gotický Hlavní městský kostel Panny Marie, Klášterní kostel sv. Anny a novorenesanční radnice.

## Geografie

### Poloha
Město leží v Západní Lužici, resp. na západě Horní Lužice, na úpatí vrchu Hutberg (Pastwina hora; 293,2 m n. m.) v přírodním prostředí Západolužické pahorkatiny a vrchoviny. Tato oblast tvoří rozhraní mezi nížeji položenou krajinou rybníků (jedna z největších vodních ploch – Deutschbaselitzer Großteich – se nachází na území Kamence) a Šluknovskou pahorkatinou na jihu. Tomu odpovídá zdejší krajina, která je na severu charakterizována mírně zvlněnou plání, jež se však směrem na jih prudce zvedá a v místní části Hennersdorf má již povahu středohoří. Od jihu do městské oblasti společně s některými dalšími menšími potoky, jako je „Lange Wasser“, přitéká řeka Černý Halštrov (Schwarze Elster), která pokračuje dále severním směrem.

### Geologie
Bezprostředně pod ulicemi města, pod malou vrstvou spraše, se nacházejí masivní drobové skály, které jsou na několika místech přerušeny žulovými výstupky, jež zčásti vyčnívají přímo z půdy. Obě horniny byly dříve intenzivně oddolovávány, o čemž dodnes svědčí vícero kamenolomů na území města (částečně přímo vedle obytných čtvrtí). Nejvýznamnějším kamenolomem je 80 m hluboký Steinbruch Sparmann, který se po svém zatopení stal oblíbeným místem rekreace. Na severu a severovýchodě jsou naleziště štěrku a kaolinu, jež se utvořila v Labském ledovcovém údolí.

### Sousední obce
Sousedními obcemi jsou na severu a severovýchodě Oßling, Nebelschütz na východě, město Elstra na jihovýchodě, na jihozápadě Haselbachtal a na západě a severozápadě obec Schönteichen.

### Městské části
|                                  | Počet obyvatel | Datum připojení                                |
| Bernbruch (Bambruch)             | 333            | 1. ledna 1999                                  |
| Deutschbaselitz (Němske Pazlicy) | 448            | 1. ledna 1999                                  |
| Gelenau (Jelenjow)               | 329            | 1. ledna 1999 (dříve obec Lückersdorf-Gelenau) |
| Hennersdorf (Hendrichecy)        | 115            | 1. ledna 1999 (dříve obec Lückersdorf-Gelenau) |
| Jesau (Jěžow)                    | 1 766          | 1935                                           |
| Kamenz (Kamjenc)                 | 10 827         |                                                |
| Lückersdorf (Lěpkarjecy)         | 404            | 1. ledna 1999 (dříve obec Lückersdorf-Gelenau) |
| Schiedel (Křidoł)                | 93             | 1. ledna 1999 (dříve obec Zschornau-Schiedel)  |
| Thonberg (Hlinowc)               | 325            | 1. ledna 1974 (dříve součást obce Wiesa)       |
| Wiesa (Brěznja)                  | 705            | 1. ledna 1974                                  |
| Zschornau (Čornow)               | 237            | 1. ledna 1999 (dříve obec Zschornau-Schiedel)  |

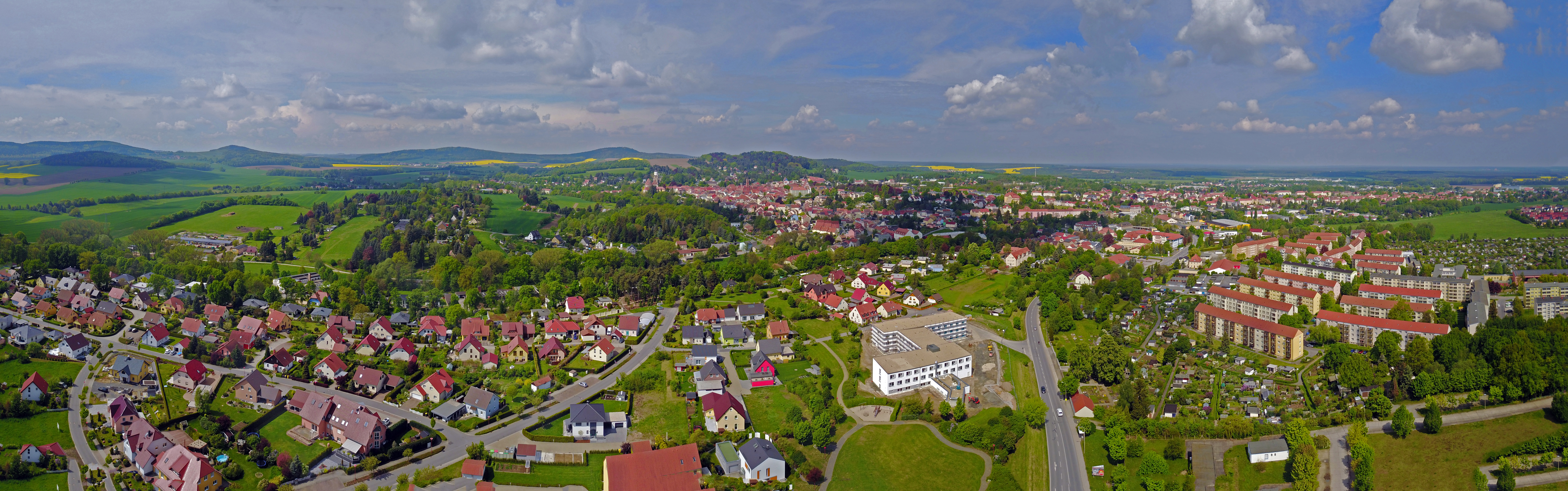
Kamenec, 100 m nad ulicí Hohe Straße, pohled ve směru centra města, za nímž se nachází vrch Hutberg (uprostřed)

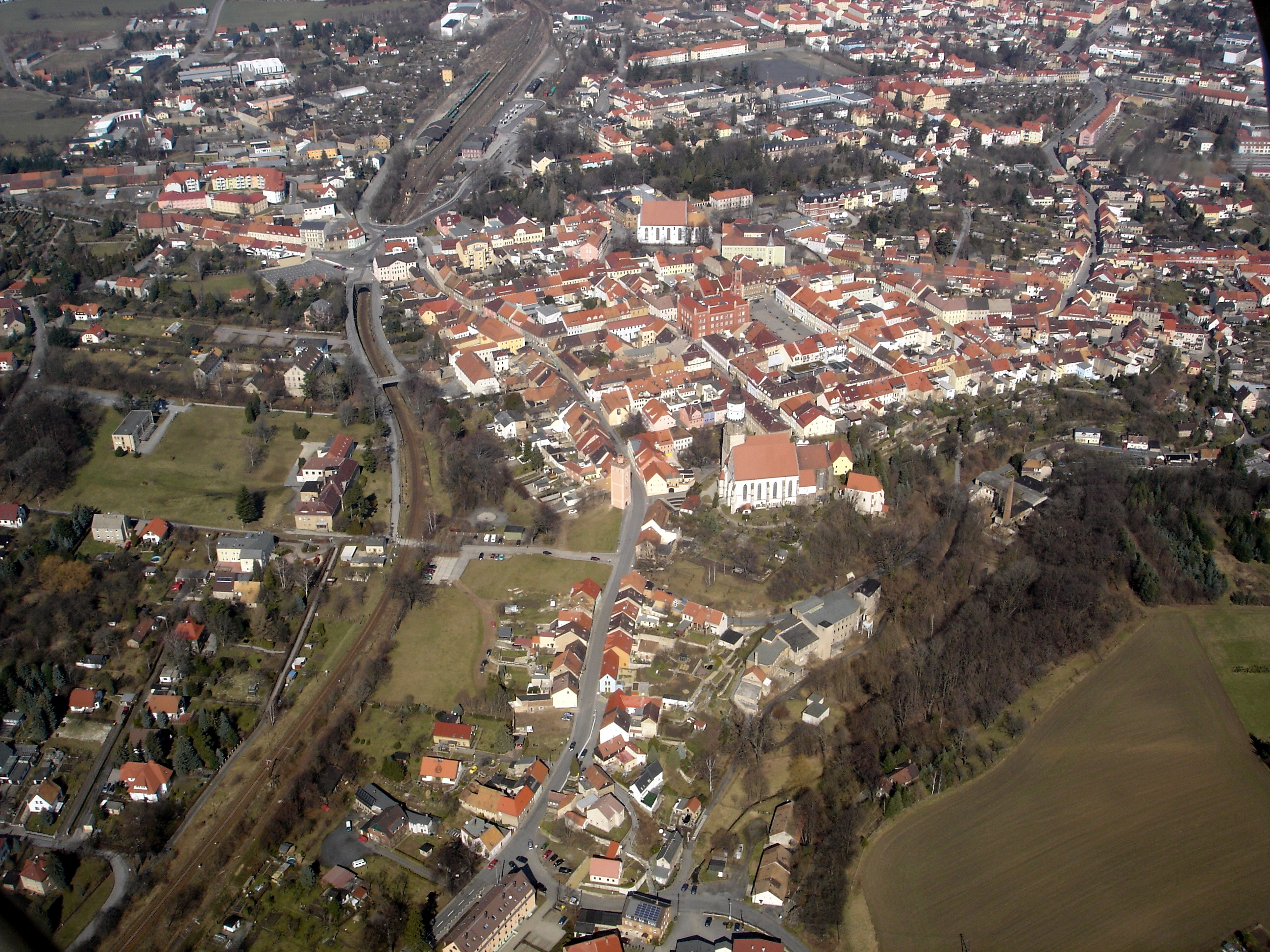
Pohled na centrum Kamence

V okolí katolického kostela sv. Máří Magdalény, dnes v centru města, leží území dříve samostatné části Spittel, která byla začleněna v roce 1903.

Do Lužickosrbské oblasti osídlení patří městské části Deutschbaselitz, Jesau, Kamenz, Thonberg a Wiesa.

### Podnebí
Podnebí v Kamenci je obecně teplé a mírné. Vyznačuje se množstvím srážek, a to i v nejsušším měsíci. Podle Köppenovy klasifikace podnebí má tato oblast stupeň Cfb, tedy oceánické podnebí mírného pásma. Průměrná teplota vzduchu je 8,4 °C. Roční úhrn srážek dosahuje 612 mm. Množství srážek je nejnižší v únoru (34 mm), nejbohatší na srážky je celoročně měsíc červenec (76 mm). Nejteplejším měsícem je červenec, v němž je průměrná teplota vzduchu 17.7 °C. Mezi nejteplejším měsícem červencem a nejchladnějším lednem je rozdíl 19,0 °C.

## Historie

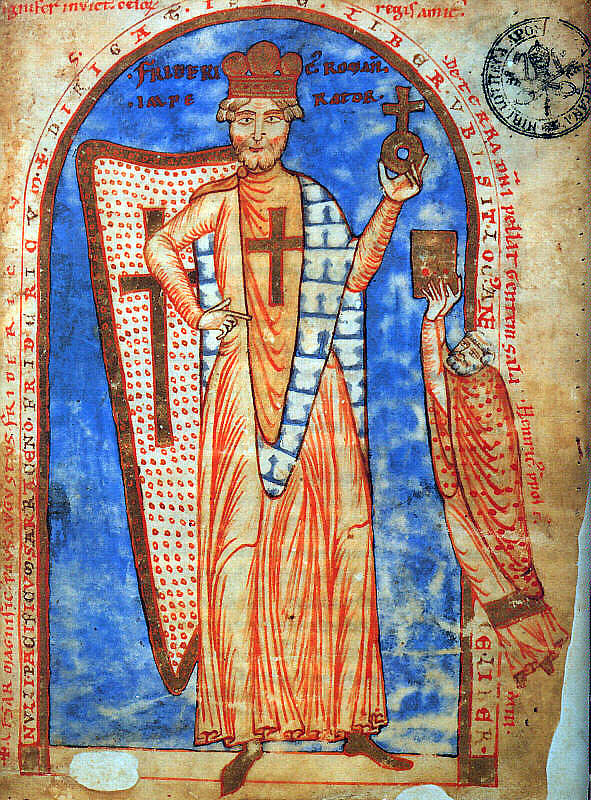
Fridrich I. Barbarossa jako křižák (Miniatura v Historia Hierosolymitana od Roberta Mnicha, 1188/89, Vatikánská apoštolská knihovna, fol. 1b)

### Pravěk a raný středověk
Počátky osídlení dnešního území města sahají až do mladší doby kamenné (2500–1800 př. n. l.). Podle archeologických nálezů patřili nejstarší obyvatelé ke kultuře se šňůrovou keramikou. Další vrstva osídlení pochází z doby bronzové, v níž vznikl k ochraně obchodní stezky hrad na zdejším vrchu Reinhardsberg založený v období Lužické kultury (1500–1300 př. n. l.) starověkým indoevropským etnikem Ilyrů. V důsledku klimatických změn původní obyvatelé toto území opustili, teprve ve 3–4. století je tu doloženo osídlení východogermánských Burgundů, kteří se však pod tlakem Hunů přesunuli dále do Porýní. Jejich místo pak zaujali západoslovanští Milčané, jež se zde usídlili v 6. století a splynuli s pozůstatky původního obyvatelstva, od něhož převzali zavedené místní názvy, jako např. germánské jméno Alistra (Elster) neboli Halštrov. Na levém břehu této řeky, na vrchu Jakobsberg, založili v 8–9. století Milčané malé venkovské sídliště. Protože vzniklo na skále, pojmenovali je Kamjenc, tedy „místo na kameni“.
Od poloviny 11. století až do roku 1250 se počet obyvatelstva v oblasti dnešního Německa zdvojnásobil, což s sebou přineslo klučení a mýcení okrajových oblastí a jejich kolonizaci. Na západoslovanské území Milčanů přicházeli němečtí rytíři, sedláci a řemeslníci. Brzy tu docházelo ke sporům světských feudálních pánů a míšeňského biskupství, což v roce 1213 vedlo ke stanovení hranic, na kterém se v Budyšíně dohodli Přemysl Otakar I. a biskup Bruno II. z Míšně. Sídlišti Kamenec bylo jako strategicky významnému místu propůjčena městská práva patrně již kolem roku 1160 štaufským panovníkem Fridrichem I. Barbarossou v době, kdy podle legendy vznikla kaple sv. Jakuba v pozdější špitální čtvrti. Jako feudální pán města i zdejšího hradu byl Fridrichem I. dosazen Bernhard von Vesta ze starého osterlandsko-míšeňského rodu nazývaného také jako „Páni z Kamence“, který od roku 1190 započal s výstavbou města. Jeho syn Bernhard II. po roce 1214 zahájil další fázi stavebních úprav a rozšiřování území Kamence. První písemná zmínka o městě („oppidum“) Kamenci pochází z listiny míšeňského biskupa Bruna II. z 19. května 1225, v níž se jedná o znovuvysvěcení farního kostela sv. Filipa a Jakuba, který krátce po svém dokončení vyhořel. V témže roce se Bernhard II. z Kamence obrátil na generální kapitulu v Citeaux s žádostí o zřízení cisterciáckého kláštera ve svém panství, což vedlo k založení Kláštera Marienstern v Panschwitz-Kuckau roku 1248. Bezprostředním zakladatelem tohoto kláštera byl ovšem až Bernhard III, jenž byl v roce 1293 (po smrti svého bratra, biskupa Wittega I.) zvolen na základě návrhu Václava II. biskupem míšeňským. V roce 1295 klášter založil městský špitál a kapli sv. Máří Magdaleny. O rok později Bernhard III. zemřel a byl pohřben v klášteře Marienstern. Nedlouho po té získali Kamenec jako součást terra budissinensis braniborští Askánci. Hrad a město bylo v roce 1318 obleženo markrabětem Waldemarem, který donutil pány z Kamence město postoupit. Tím se stal Kamenec svobodným městem, jež podléhalo pouze zeměpánovi. Po smrti Waldemara v roce 1319 se město dobrovolně stalo součástí Zemí České koruny.

### Kamenec pod českou vládou

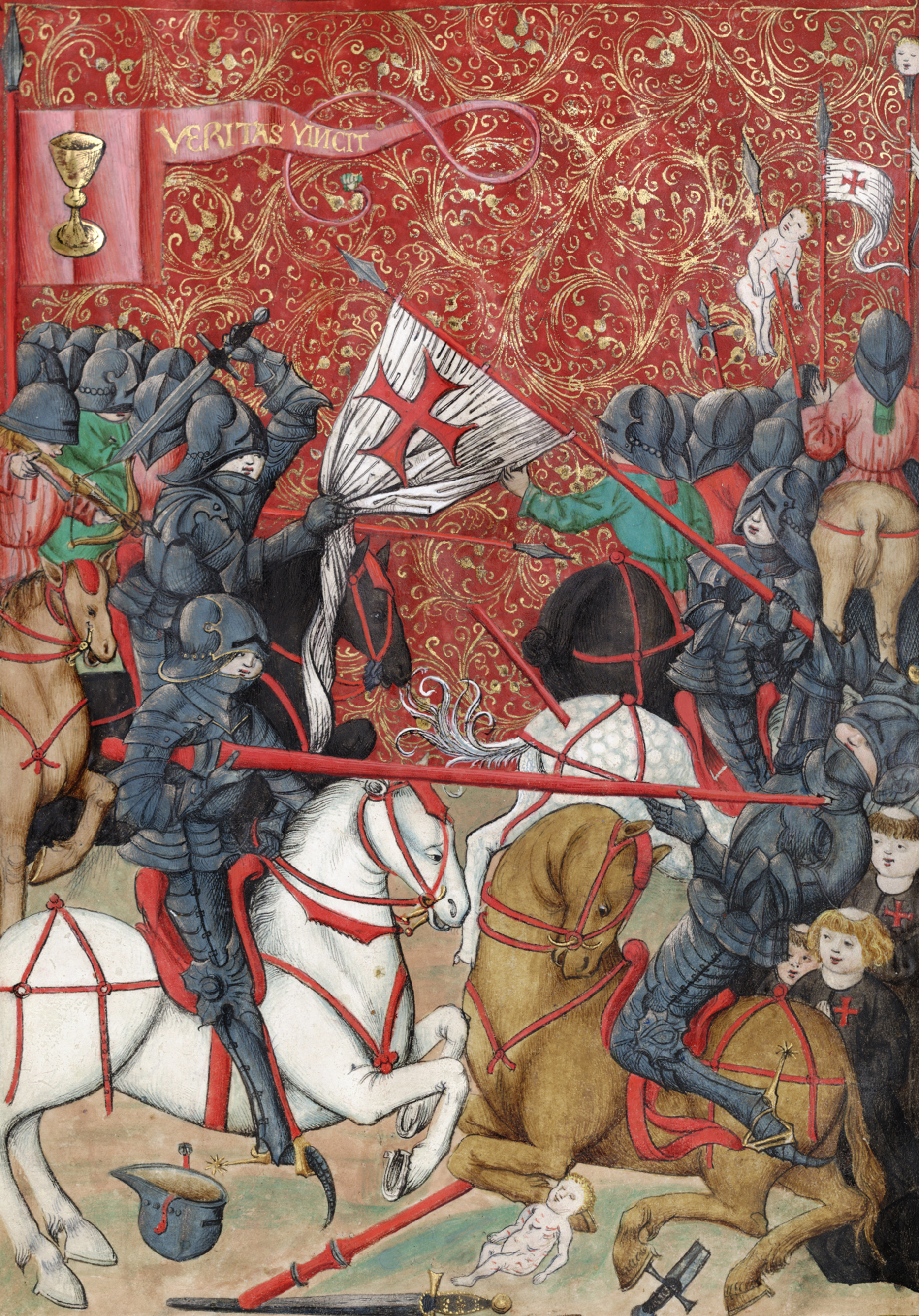
Bitva husitů s křižáky. Vyobrazení z Jenského kodexu, fol. 56a

Na sklonku vlády Jana Lucemburského v roce 1346 byl z podnětu zemského fojta Horní Lužice Hanse von Worganowitz založen spolek šesti svobodných (tj. zeměpanských) měst, jehož cílem byla společná obrana proti loupeživým rytířům. Karel IV. po té udělil Šestiměstí pravomoci trestního soudu. Kamenec získal v roce 1356 privilegium každoročního solného trhu. Roku 1409 zde došlo k tzv. Krvavé noci, během níž se měšťanstvo vzbouřilo proti městskému hradu a usedlosti, které byly v držení pánů z Kamence a jejich vazalů. Následkem tohoto konfliktu došlo k četným násilnostem na obou stranách, načež se Václav IV. přiklonil na stranu měšťanů a potrestal pány z Kamence ztrátou výsad po dobu dvou let a peněžitým trestem, který znamenal fakticky vyvlastnění městského léna. V roce 1409 je poprvé doložena tradiční slavnost Kamenzer Forstfest (Kamjenska Boršć), která se dodnes koná 24. srpna na sv. Bartoloměje. V letech 1420–1437 doléhaly na město a okolí husitské války. Kamenec byl opakovaně dobyt, protože areál hradu byl nedostatečně opevněn. Brána spojující hrad s městem umožnila husitům v roce 1429 snadný přístup. Když se husité vrátili v roce 1432, opevnění již bylo zesíleno. Nicméně město a rytíři v této oblasti raději husitům zaplatili, aby se vykoupili od drancování. Po ztrátě hradu se poslední pán z Kamence přestěhoval do domu uvnitř města, kde bez potomků zemřel v roce 1438. V období husitských válek prošlo Šestiměstí rozhodující zatěžkávací zkouškou, dokázalo však zorganizovat vlastní panskou jízdu, která např. v roce 1420 s husity sváděla boje u Hradce Králové, Sedlce u Kutné Hory a na straně krále Zikmunda se zúčastnila také bitvy o Prahu. Ve městě Kamenci, které tehdy bojovalo v červenobílých barvách, byl v roce 1493 položen základní kámen pro stavbu Františkánského kláštera sv. Anny. Značné sociální napětí, které vyvolaly problémy s volbou purkmistra, náklady na hradby kolem nového kláštera a prohraný spor s Budyšínem o solný trh, eskalovalo v nepokojích (tzv. Frieserei) v letech 1506–1508, které přerostly ve vzpouru proti městské radě. Tuto situaci musel řešit zemský fojt, jenž roku 1509 zavedl nové uspořádání městské správy v Kamenci. 5. září 1547 po šmalkaldské válce, v níž Šestiměstí (v důsledku problémů s vyplácením žoldu) neposkytlo účinnou vojenskou pomoc katolické straně, následoval trest v podobě tzv. Pönfallu. V samém závěru války se kamenecký purkmistr Andreas Günther, jako zástupce městského svazu a jediný katolík v již protestantské městské radě, pokusil císaře podpořit spěšnou platbou 4000 guldenů. Mezitím ale došlo k bitvě u Mühlberka, která znamenala porážku sboru protestantských kurfiřtů. Purkmistr Günther zůstal po Pönfallu jako jediný purkmistr Šestiměstí ve své funkci a zasloužil se o to, že Kamenec přestál těžké následky ztráty privilegií a pozemkového majetku. Ve své závěti pak věnoval městu, protestantské církevní obci, studentům a chudým 12000 tolarů. V roce 1565 byl de facto zrušen Františkánský klášter sv. Anny. Klášterní kostel měl však nadále sloužit k protestantským bohoslužbám v srbském jazyce, v ostatních budovách byla zřízena latinská škola Lyceum Camentiense. Poslední bratr, který zemřel v roce 1567, byl zaopatřen na náklady města. Roku 1570 potom klášter definitivně přešel do městského vlastnictví. Po počáteční neutralitě a zdrženlivosti se města a šlechta Horní Lužice v roce 1619 připojily k českému stavovskému povstání. Když však zemi za následné třicetileté války napadla katolická liga, nedokázala klást výrazný odpor armádě Ferdinanda II. a jeho spojence saského kurfiřta Jana Jiřího. Vzhledem k tomu, že Ferdinand II. neměl dostatek prostředků k tomu, aby kurfiřtovi za vojenskou pomoc zaplatil, přislíbil mu Horní a Dolní Lužici. To potvrdil v roce 1635 Pražský mír. Po té již se saský kurfiřt stal uznaným zeměpánem a uživatelem příjmů z obou markrabství.

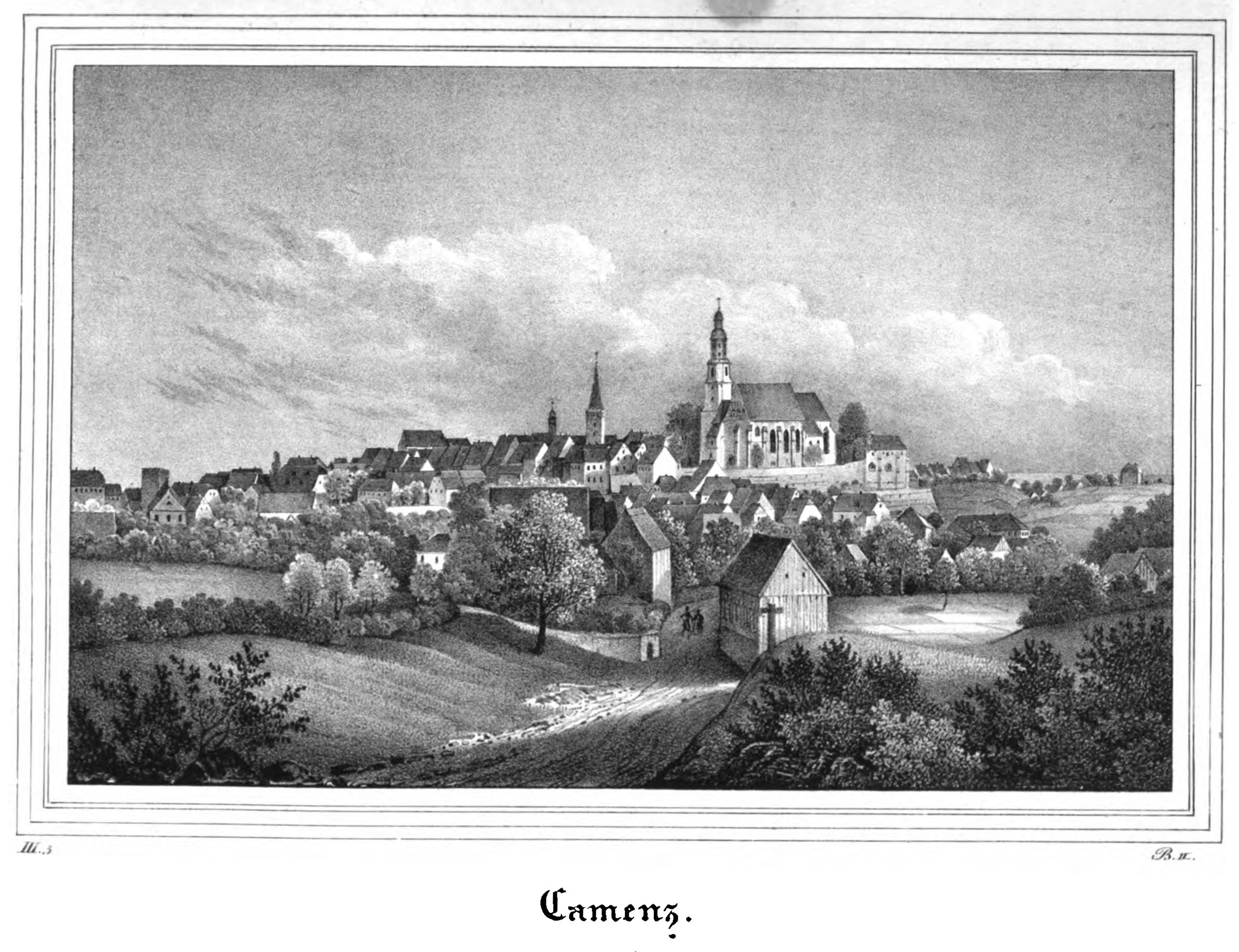
Pohled na město Kamenec (1837)

### Kamenec pod saskou vládou
Za saské vlády došlo v Kamenci v letech 1679–1680 k rozsáhlé epidemii moru, při níž zemřelo 1500 občanů města. V roce 1703, tři roky poté, co byl saský kurfiřt korunován polským králem, vypukla i zde Severní válka. Polský král a saský kurfiřt August II. Silný usiloval o znovuzískání původně polského Livonska, které dobyli Švédové. Po porážce u Fraustadtu v roce 1706 se August II. Silný musel polské koruny na čas vzdát. Kurfiřtství včetně Horní Lužice a města Kamence bylo obsazeno Švédy. V této době – o Letnicích 1707 – vypukl jeden z největších požárů v historii města. Švédští okupanti, místo aby pomohli hasit, během několika dní město opustili. Roku 1729 se v Kamenci narodil nejslavnější rodák Gotthold Ephraim Lessing. V roce 1835 bylo rozebráno městské opevnění. Roku 1842 město opět postihl zvlášť ničivý požár. Celkově bylo ohněm zničeno 697 budov včetně stodol s čerstvou sklizní. 2500 osob se tehdy ocitlo bez domova. 30. září 1871 byla potom slavnostně otevřena železniční trasa z Kamence do Radebergu. Když se stal roku 1886 starostou Julius Feig, zažilo město svůj rozkvět, který souvisel s nástupem industrializace. Počet obyvatelstva se v té době téměř zdvojnásobil. Došlo k rozsáhlé výstavbě obytných budov, silnic, plynofikaci, rekonstrukci elektrárny a stavbě kasáren pro 13. Pěchotní pluk č. 178. V roce 1911 z kasárenského dvora této posádky odstartoval sólový a zároveň osobní vyhlídkový let leteckého průkopníka Oswalda Kahnta a pasažéra architekta Ernsta Egera jun. s jednoplošníkem Grade, který předznamenal začátek nové éry.

#### Exkurz: Lessing a Kamenec

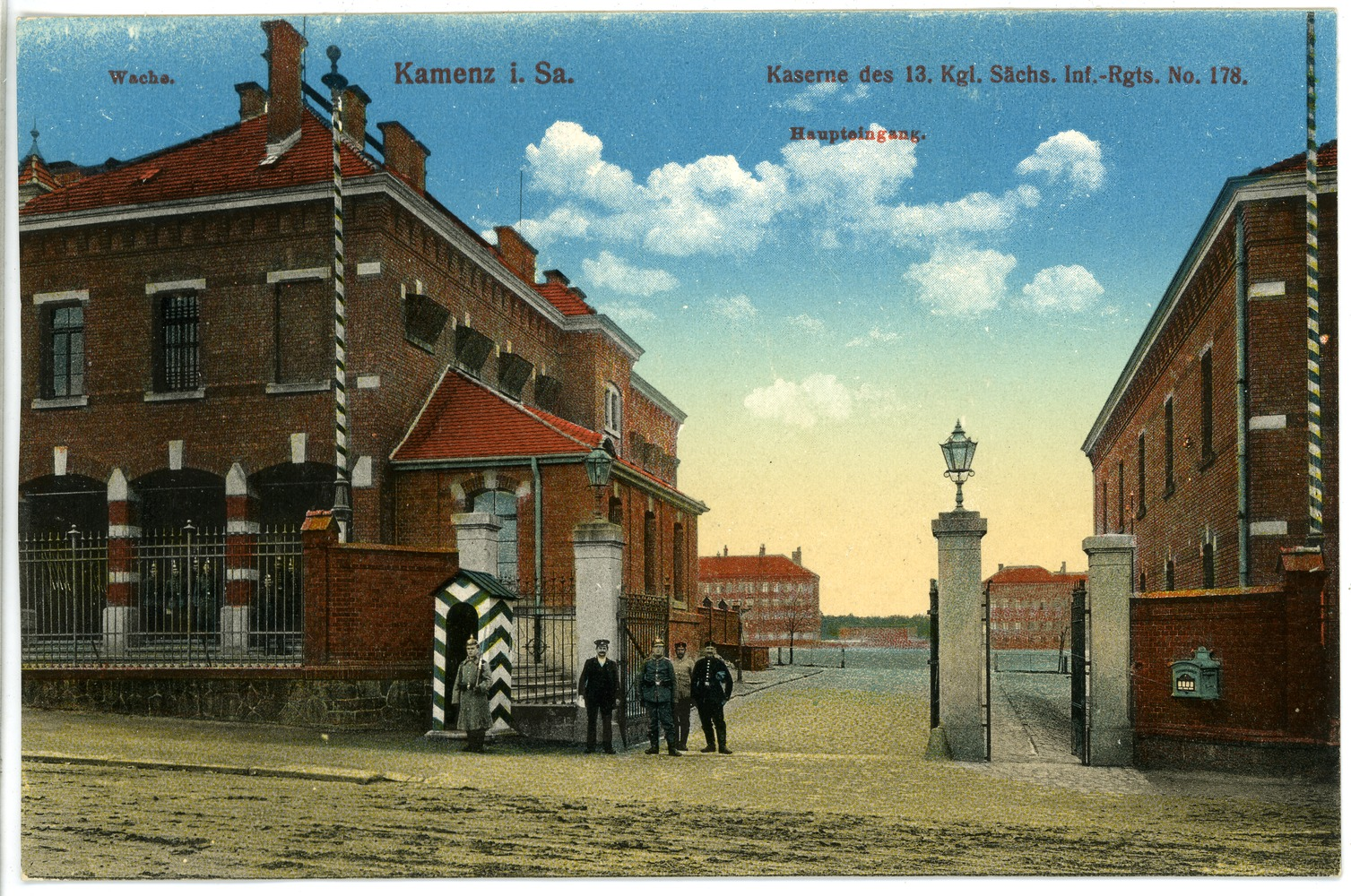
Hlavní vchod Kasáren 13. Královského saského pěšího pluku č. 178 (1915), Brück & Sohn Kunstverlag

Z prvních dvanácti let Lessingova života v Kamenci se zachovala anekdota o malíři, který chtěl pětiletého Lessinga portrétovat společně s jedním sedlákem, na němž seděl pták. Malý chlapec to prudce odmítl a řekl, že chce být namalován pouze s velkými haldami knih. V době Lessingova dětství, na počátku 18. století, mělo město asi dva tisíce obyvatel, dvě stě domů, úzké uličky, hradby a téměř středověký ráz. Přesto se dodnes zachovaly stopy, které navzdory ničivému požáru z roku 1842 upomínají na nejslavnějšího rodáka tohoto města. Poblíž místa, kde stál v uličce Pfarrgäßchen (dnes: Lessinggäßchen) Lessingův rodný dům, se nachází Hlavní městský kostel Panny Marie, který požár přestál bez větších škod. Tento chrám byl přes 50 let působištěm básníkova otce, luterského pastora Johanna Gottfrieda Lessinga (1693–1770). Sem svého otce kazatele jistě často doprovázel jeho nejstarší syn Gotthold Ephraim. Cesta k oltářnímu prostoru je dodnes lemována náhrobními kameny jeho rodičů a děda Theophila Lessinga, který byl po 20 let starostou Kamence. Venku za kostelní zdí, kde je krásný výhled na krajinu Horní Lužice, lze navštívit za bývalými hradbami nedaleký kostelík, tzv. Katechismuskirche, kde Lessingův otec vyučoval náboženství. Podle tradice byla oblíbeným místem mladého Lessinga kamenná lavice na vnějším okraji místního hřbitova. Na Lessingovu památku byl později vybudován nový Lessingův dům (Das neue Lessinghaus), v němž bylo v roce 1931 otevřeno Lessingovo muzeum.

### 1918–1945
V období hospodářského vzmachu Kamence zde existovalo 597 tkalcovských a 359 zemědělských provozů, 10 textilních továren, 3 strojírenské továrny, 3 kamnářské továrny, sklářská huť, pivovar a několik kamenolomů (1907). Po nástupu Hitlera bylo město v letech 1935–1945 opět sídlem vojenských útvarů (3. Tankový pluk, 10. Pěší pluk). Krátce před koncem druhé světové války byl ve zdejší textilní továrně Gebr. Noske & Co. (tzv. Herrenmühle) zřízen pobočný tábor koncentračního tábora Gross-Rosen. Zadržení, kteří tu zemřeli, byli spáleni ve výrobních kotlích. Již v březnu 1945 byl tábor znovu „evakuován“. Z přibližně 1000 vězňů, kteří byli v Kamenci internováni, přišlo následkem pochodu smrti do Dachau pouze 690 lidí. 5. května 1945 byly odstřeleny uliční a železniční mosty. 7. května bylo město bez boje předáno Rudé armádě.

### Období NDR

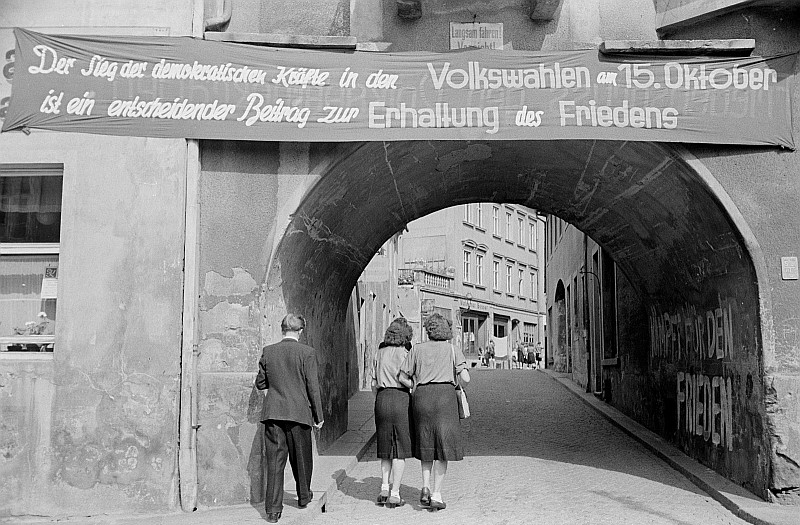
Tři lidé procházející klášterní branou pod transparentem k lidovým volbám (1950)

Následkem pozemkové a průmyslové reformy v letech 1945–1946 byl vyvlastněn majetek místních průmyslníků a továrníků (August Lesche, Wilhelm Noßke, Karl Steudel a Carl Sparmann). V letech 1952–1989 se stal Kamenec opět posádkovým městem. Území kasáren při tom od Sovětů převzala Kasernovaná lidová policie (KVP). Roku 1955 tu byla založena Letecká škola KVP, která byla v letech 1971–1989, po vzniku leteckých sil Národní lidové armády (NVA), přejmenována na Důstojnickou školu Leteckých sil NVA. V roce 1953 bylo znovuotevřeno Lessingovo muzeum. Roku 1961 vzniklo Muzeum Západní Lužice. Od roku 1962 se v Kamenci slaví Lessingovy dny. V roce 1975 se pak konaly oslavy 750 let města Kamence. Vzhledem k blízkosti kasáren tu byl převrat v roce 1989 poměrně pokojný. Teprve 23. října 1989 se v klášterním kostele uskutečnila první mírová modlitba s účastí asi 500 lidí. Následující pondělí bylo v Hlavním městském kostele již 1000 lidí. O týden později vyvrcholilo setkávání účastníků pondělní demonstrací.

### Po roce 1990
Po jubilejních oslavách v letech 1925 a 1975 se také v roce 2000 konaly městské oslavy včetně velkého průvodu připomínající první zmínku o Kamenci z roku 1225. Po Saské krajské reformě v roce 2008 zanikl Zemský okres Kamenec, založený roku 1996. V roce 2011 byl Kamenec od 2. do 4. září hostitelským městem 20. Dní Saska, slavnosti, kterou navštívilo 450 000 hostů. Na této události se podílelo přes 130 zúčastněných spolků a více než 600 dobrovolníků.

## Obyvatelstvo

Vývoj počtu obyvatelstva v Kamenci

Město Kamenec je se svými necelými 15 tisíci obyvatel čtvrtým největším městem v Zemském okrese Budyšín. Nedosahuje tedy lidnatosti Budyšína a Hoyerswerdy. Zatímco v Sasku v roce 2009 ve srovnání s rokem 2000 došlo k poklesu počtu obyvatel o téměř šest procent, ztráta obyvatelstva v Kamenci byla mnohem vyšší. Město se zmenšilo o téměř deset procent, okres Budyšín pak dokonce o více než deset procent. Zvláště vysoký pokles je u věkové skupiny obyvatel mladších 15 let. Na konci roku 2009 žilo v Kamenci o 28 procent méně dětí než na konci roku 2000, zatímco v budyšínském okrese bylo dětí méně o 24 procent. Tento pokles počtu obyvatel spojený se stárnutím populace bude podle prognóz nadále pokračovat, do roku 2030 bude žít v Kamenci o 14% obyvatel méně, věkový medián stoupne z 50 na 54 let.

## Náboženský život
V roce 1925 bylo z 11 165 obyvatel 9 566 evangelicko-luterského vyznání (85,7 %). Roku 2011 bylo mezi 15 582 obyvateli ještě 2 990 evangelíků (19,6 %) a 1 100 katolíků (7,2 %), zatímco 10 790 nepatřilo k žádné z uvedených konfesí (70,8 %). V roce 2018 se stal Kamenec po fúzi farností v Kamenci, Bischofswerdě a Radbergu sídlem nové katolické farnosti sv. Máří Magdaleny, která poskytuje pastorační služby 4300 katolíkům v Kamenci a 1900 katolíkům v Bischofswerdě a Radebergu.

## Politika

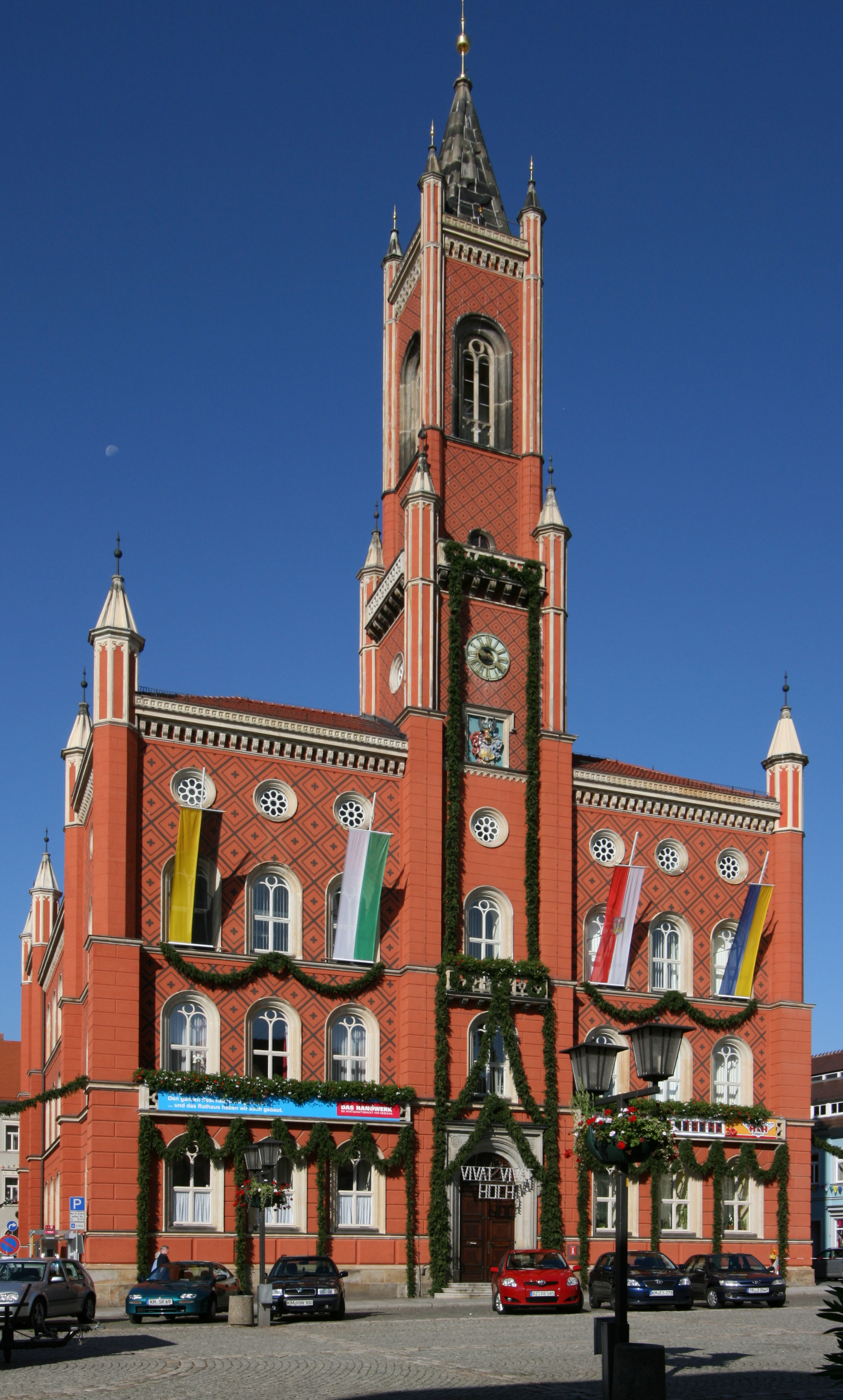
Radnice

### Městská rada
Městská rada Kamence je složena z 22 městských zastupitelů a utvořila se po posledních komunálních volbách, které se konaly 25. května 2014, následovně:
|      | CDU | Die Linke | Wählervereinigung Kamenz und Ortsteile | Wählervereinigung Wir für Kamenz | NPD | FDP | Svaz 90/Zelení | AfD | STADT \| LAND \| FRAU | Celkem |
| 2009 | 5   | 7         | 3                                      | 2                                | 2   | 3   | 0              | −   | −                     | 22     |
| 2014 | 7   | 7         | 3                                      | 2                                | 1   | 1   | 1              | −   | −                     | 22     |
| 2019 | 5   | 4         | 6                                      | −                                | −   | 1   | 1              | 6   | 3                     | 26     |

Kamenec je největším městem Německa, v jehož městské radě není zastoupena SPD.

### Primátor
Primátorem města Kamence byl v září 2011 s 74,2 % a v roce 2018 s 94,4 % hlasů zvolen nestraník stavební inženýr Roland Dantz.

### Znak

Městský znak Kamence

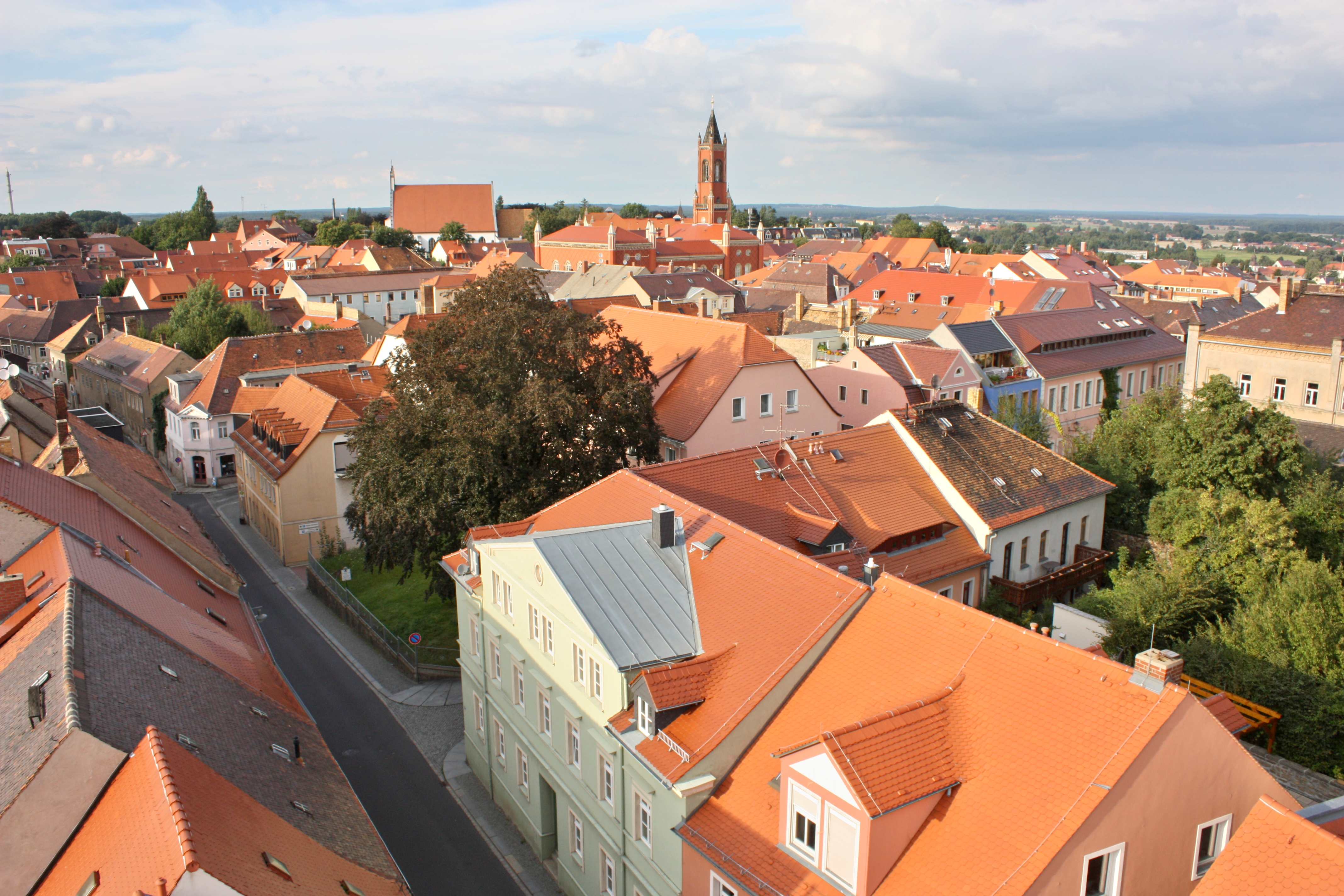
Pohled na staré město z Červené věže

Blason: Na modrém štítu je černě drážkovaná zlatá městská hradba s cimbuřím, s otevřenou bránou a vytaženou tříhrotou černou padací mříží a stříbrnými dveřmi. Nad ní se vypínají dvě šestihranné, černě drážkované, zlaté věže s cimbuřím a vždy třemi černými okny. Mezi nimi se nachází zlatý třírohý štít ozdobený zlatými liliemi. Na střeše věží vyrůstá vždy jeden červeně oděný, zakloněný, plavovlasý troubící strážce se zlatým lesním rohem držící štít, na němž je na červeném poli stříbrný, zlatě korunovaný dvouocasý český lev. Velký znak: Na červeno-modré, vypouklé, zlatě korunované přilbě s červeno-stříbrnou pokrývkou napravo a s modro-zlatou pokrývkou nalevo vyrůstá mezi černými otevřenými křídly stříbrný, zlatě korunovaný český lev.
Původní městský znak Kamence se odlišoval tím, že trubači drželi na místo českého lva štít svobodných pánů z Kamence. Teprve později, v roce 1319, když se město vymanilo z jejich vlády, obdrželo od Jana Lucemburského nový znak s českým lvem. Městská hradba má znázorňovat obranyschopnost města, stříbrný dvouocasý lev zeměpanskou příslušnost Horní Lužice k Čechám.

### Partnerská města
- Alzey, Německo, od roku 1990
- Kolín, Česko, od roku 1992
- Karpacz, Polsko, od roku 2005[32]

## Pamětihodnosti

### Sakrální stavby
- Hlavní městský kostel Panny Marie (Hauptkirche St. Marien) – Hlavní evangelický městský kostel Panny Marie je pozdně gotickým halovým chrámem, který náleží Evangelicko-luterské církevní obci v Kamenci. Je hlavní dominantou města, v roce 1729 v něm byl pokřtěn Gotthold Ephraim Lessing. Kostel měl svého předchůdce z roku 1275, jehož loď existovala ještě ve 14. století při stavbě dnešního chrámu. Z té doby pochází chór, sakristie a pravděpodobně také věž. Po roce 1430 byl vystavěn dnešní halový kostel, roku 1450 byl zaklenut klenbou. V roce 1793 byla věž barokně upravena. Roku 1887 kostel restauroval Gotthilf Ludwig Möckel, čemuž padla za oběť část cenného vnitřního zařízení. V roce 1908 se konaly přestavby empor Woldemarem Kandlerem. Roku 1992 pak započaly restaurátorské práce.[33] Z vnitřního vybavení kostela je nejcennější mariánský křídlový oltář, řezbářská práce znázorňující Marii s evangelistou Janem a s Janem Křtitelem z roku 1519, a oltář sv. Michaela z roku 1498. Skupina Ukřižování v triumfálním oblouku vznikla kolem roku 1400. Dřevěnou kazatelnu (1566) vymaloval Andreas Dreßler z Kamence. Součástí interiéru je také relikviářová skříňka vykazující silné české vlivy (1380/1400). V kostele se dochovala řada cenných náhrobků (mj. Lessingových rodičů) a osmiboká křtitelnice ze 14. století.[34]
- Katechismuskirche – V těsném sousedství kostela Panny Marie se nachází tzv. Katechismuskirche, to jest kostelík, kde byli vyučováni luteránští katechumeni a který mimo jiné sloužil i k srbským bohoslužbám. Jeho obranný vzhled naznačuje, že byl původně začleněný do městského opevnění. Tento gotický kostel je nejstarší ve městě dochovanou stavbou. V roce 1358 jej v listině určené městu a pánům z Kamence odkázala Kunne, vdova po Heinrichu Kostovi, jako vedlejší kapli farnosti Panny Marie. Roku 1362 pak obdržel kostelík další finanční dary. Později v letech 1537–1565 byl nazýván Srbská kaple (windische Kapelle). Po té opuštěná stavba roku 1707 vyhořela, v roce 1724 byla přestavěna a dále sloužila k výuce katechismu. Prvním katechetou tu byl Johann Gottfried Lessing. Kostelík vyniká malovaným dřevěným stropem a emporami z 18. století. Ve stěnách jsou ještě patrné střílny. Naproti stojí sloupek saské pošty z roku 1725, udávající vzdálenosti do významných měst v Sasku a Polsku.[35][34][36]

- Klášterní kostel sv. Anny (Klosterkirche St. Annen) – Klášterní kostel sv. Anny byl původně kostelem františkánského konventu. Po zrušení kláštera tento trojlodní kostel sloužil k evangelickým srbským bohoslužbám. Základní kámen stavby položil 20. května 1493 za hradbami města hornolužický zemský fojt Sigismund von Wartenberg. Jednalo se o poslední františkány založený klášter v zemích Koruny České. V roce 1512 obdržel konvent z Prahy relikvie sv. Anny. Roku 1518 udělil Ludvík Jagellonský klášteru privilegia. Stavební fáze a autorství jsou obtížně rozeznatelné. Nesoulad mezi chórem a hlavní lodí naznačuje, že nebyly provedeny současně. Na triumfálním oblouku je datum 1512, což je pravděpodobné datum dokončení lodi. Jako hlavní stavitel bývá označován jistý Wolf(f) Rüdinger, někdy však také Wollff Hrabisch. Interiér je vybaven cennými pozdněgotickými vyřezávanými oltáři (sv. Anny, sv. Františka, sv. Spasitele s postavami Krista, Františka a Bernarda, a Panny Marie) zhotovenými mezi lety 1510–1520. Po vyhoření byl kostel opravován podle plánů Gottfrieda Sempera. Od srpna 2011 slouží tento prostor jak církevním účelům, koncertům a slavnostem, tak i k prezentaci sakrálního umění z kameneckých kostelů v rámci muzea Klosterkirche und Sakralmuseum St. Annen.[37][34]
- Františkánský klášter (Franziskanerkloster) – Požáry z roku 1707 a 1842, které zničily velké části města, poškodily také dnes již neexistující klášterní budovy, tvořící dříve samostatný komplex s vlastní hradební zdí.
- Kostel sv. Jošta (St. Just) – Kostel sv. Jošta je jedním ze čtyř evangelických kostelů v Kamenci a slouží především bohoslužebným účelům. Původní stavba vznikla v první polovině 13. století. V roce 1377 však byla budova přestavěna. V souvislosti s těmito úpravami byly patrně vytvořeny také cenné nástěnné malby, zrestaurované v roce 2018,[38] stejně jako zaklenutí chóru. Patron sv. Jošt souvisí s původní poutní kaplí. V roce 1542 kaple vyhořela a byla opravena demoličním materiálem se zaniklé kaple sv. Jakuba. Od roku 1506 byla stavba obklopena hřbitovem, pročež po reformaci sloužila především jako pohřební kostel. V 17. století byly postaveny empory, věžička pochází až z 19. století. V roce 1911 byl kostel restaurován. Roku 1936 získal západní portál zcela nový vzhled coby dnešní hlavní vchod.[39]
- Katolický farní kostel sv. Máří Magdaleny (St.-Maria-Magdalena-Kirche) – Původní gotický Nemocniční kostel vyhořel v roce 1842. V roce 1869 byl na jeho místě vystavěn Katolický farní kostel sv. Máří Magdaleny pro farnost sv. Máří Magdalény ve Spittelu. Nachází se na území původně samostatné obce Spittel, která se roku 1906 stala součástí Kamence.

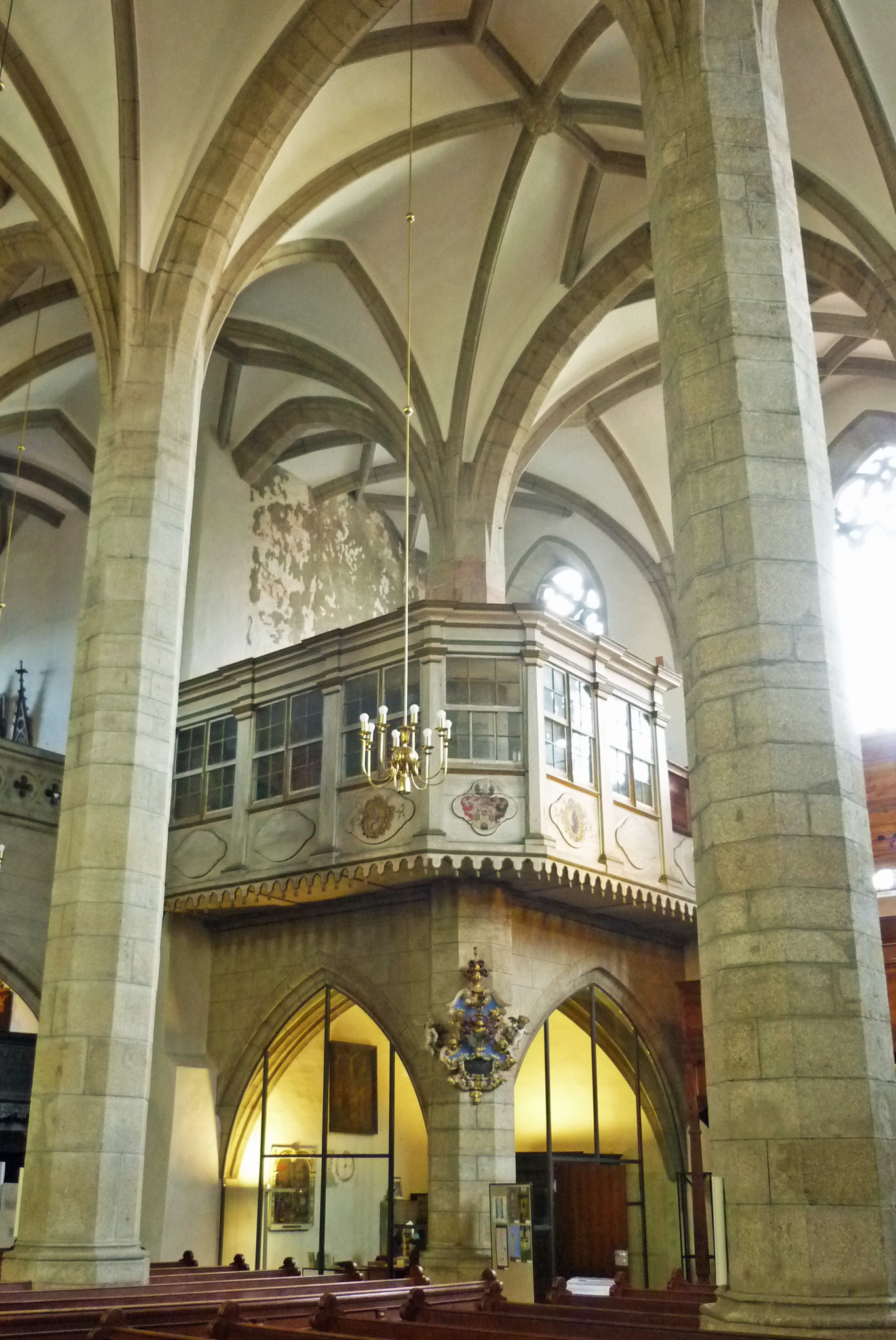
Lavice v kostele Panny Marie
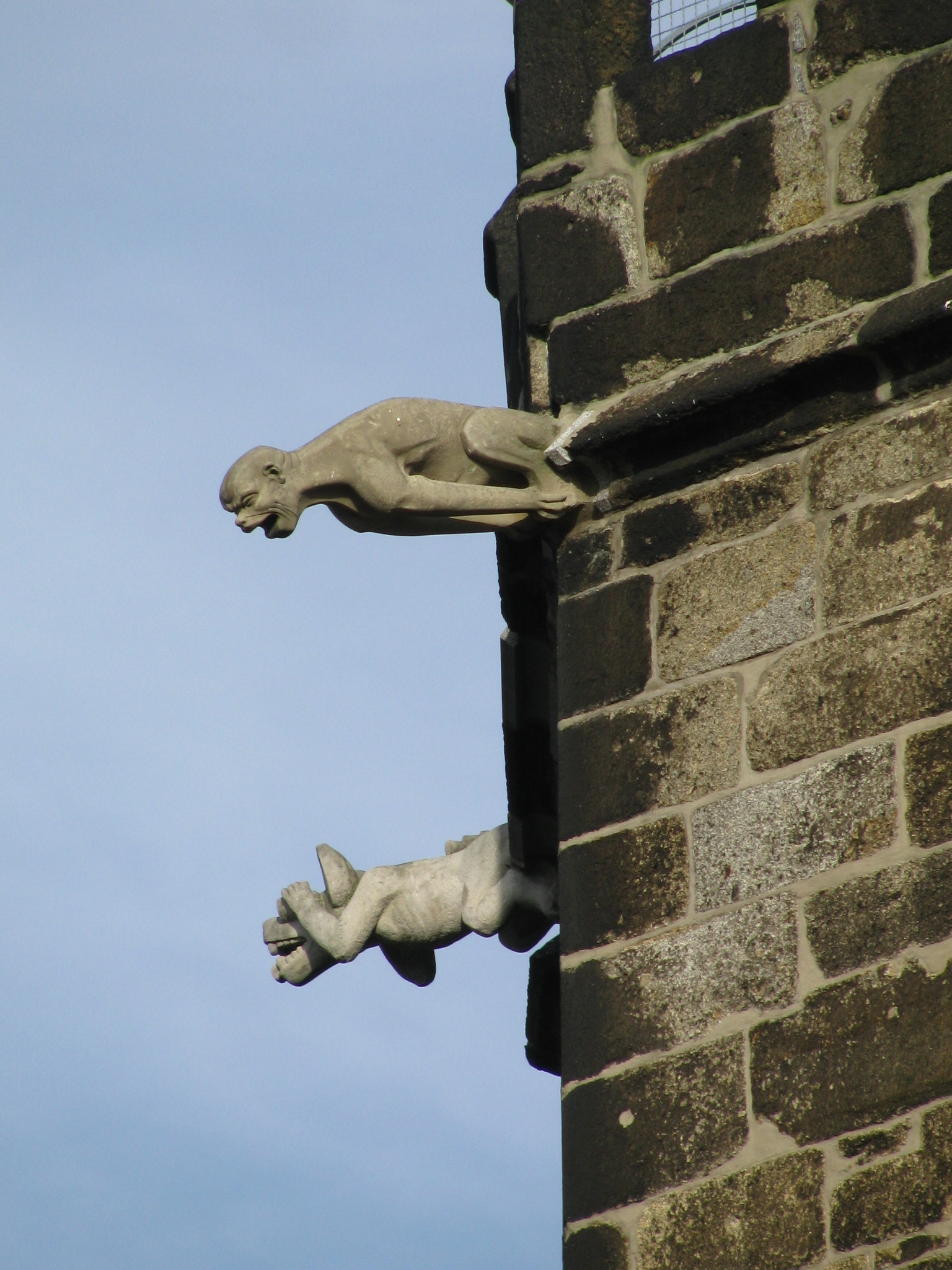
Chrliče na věži kostela Panny Marie
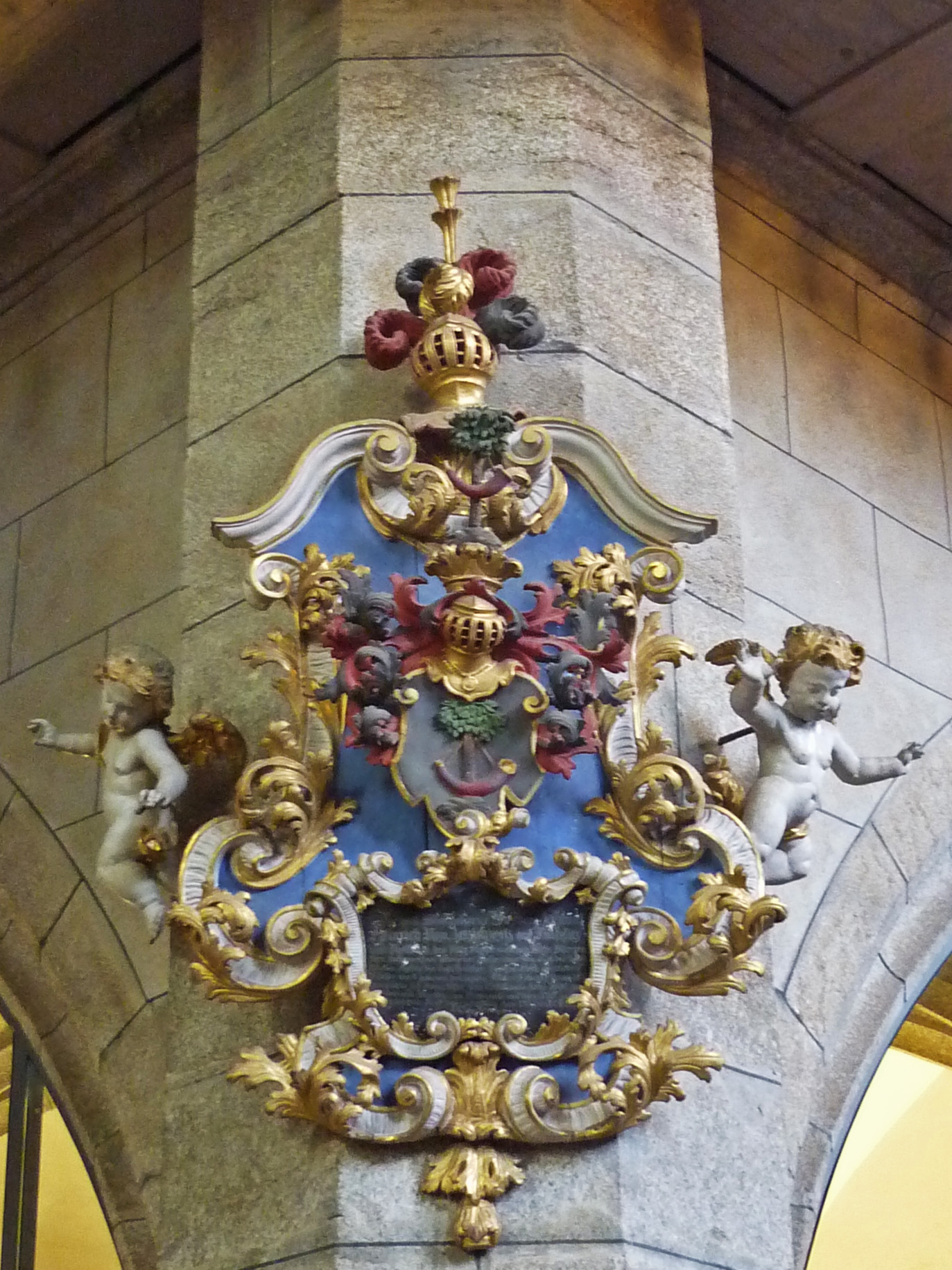
Erb jednoho z donátorů stavby kostela Panny Marie
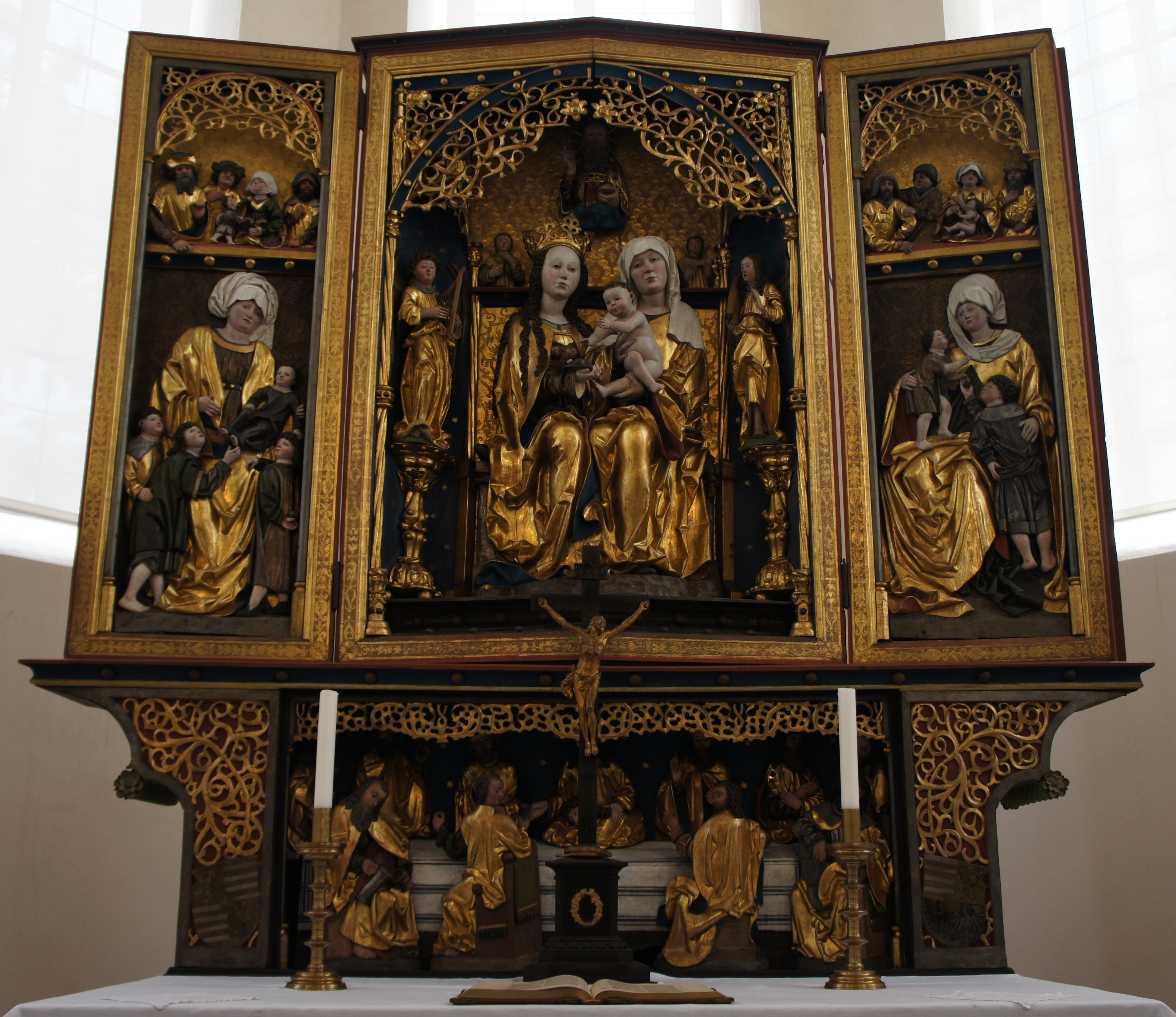
Deskový oltář v kostele sv. Anny
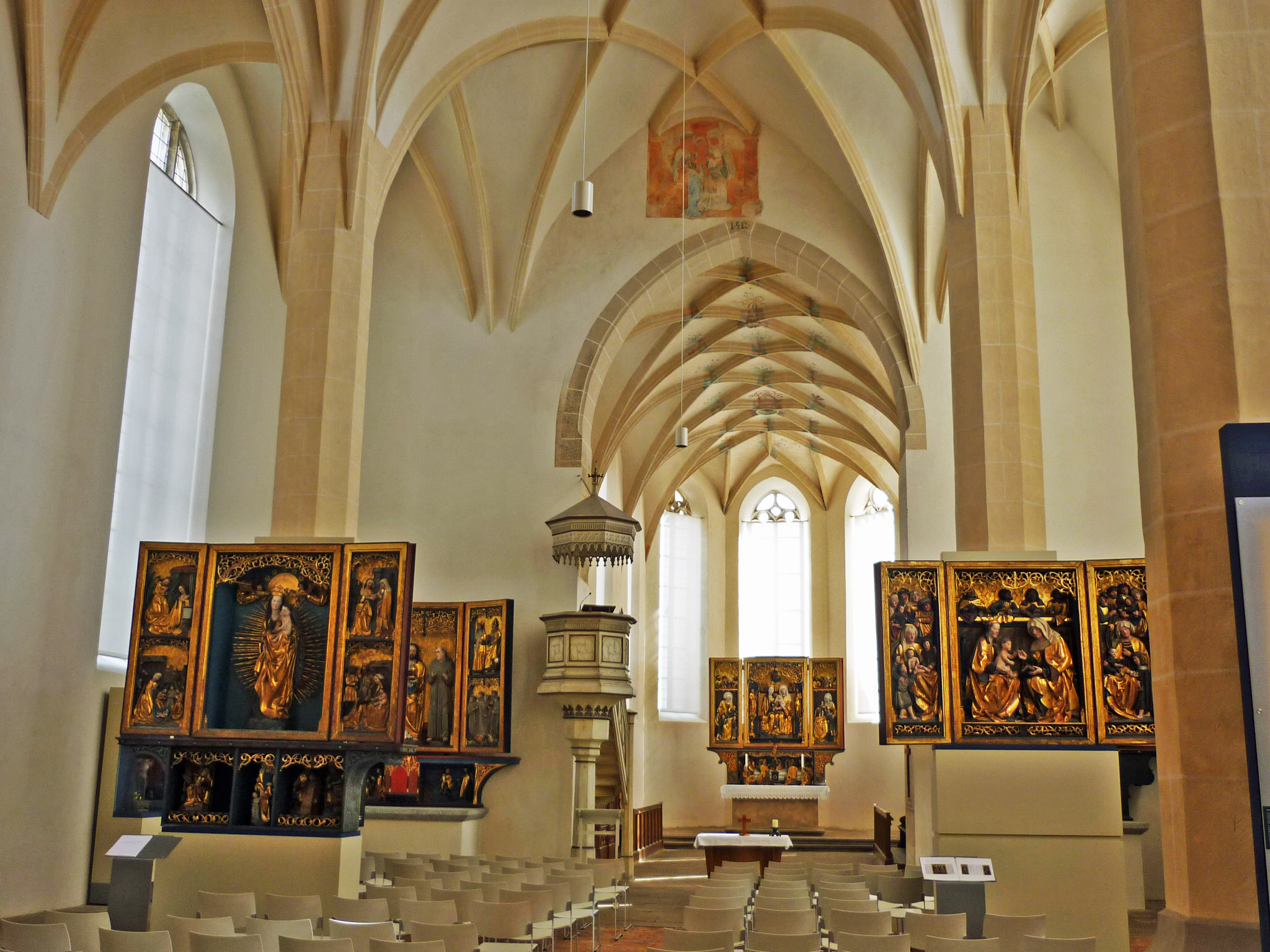
Interiér kostela sv. Anny s klášterními oltáři
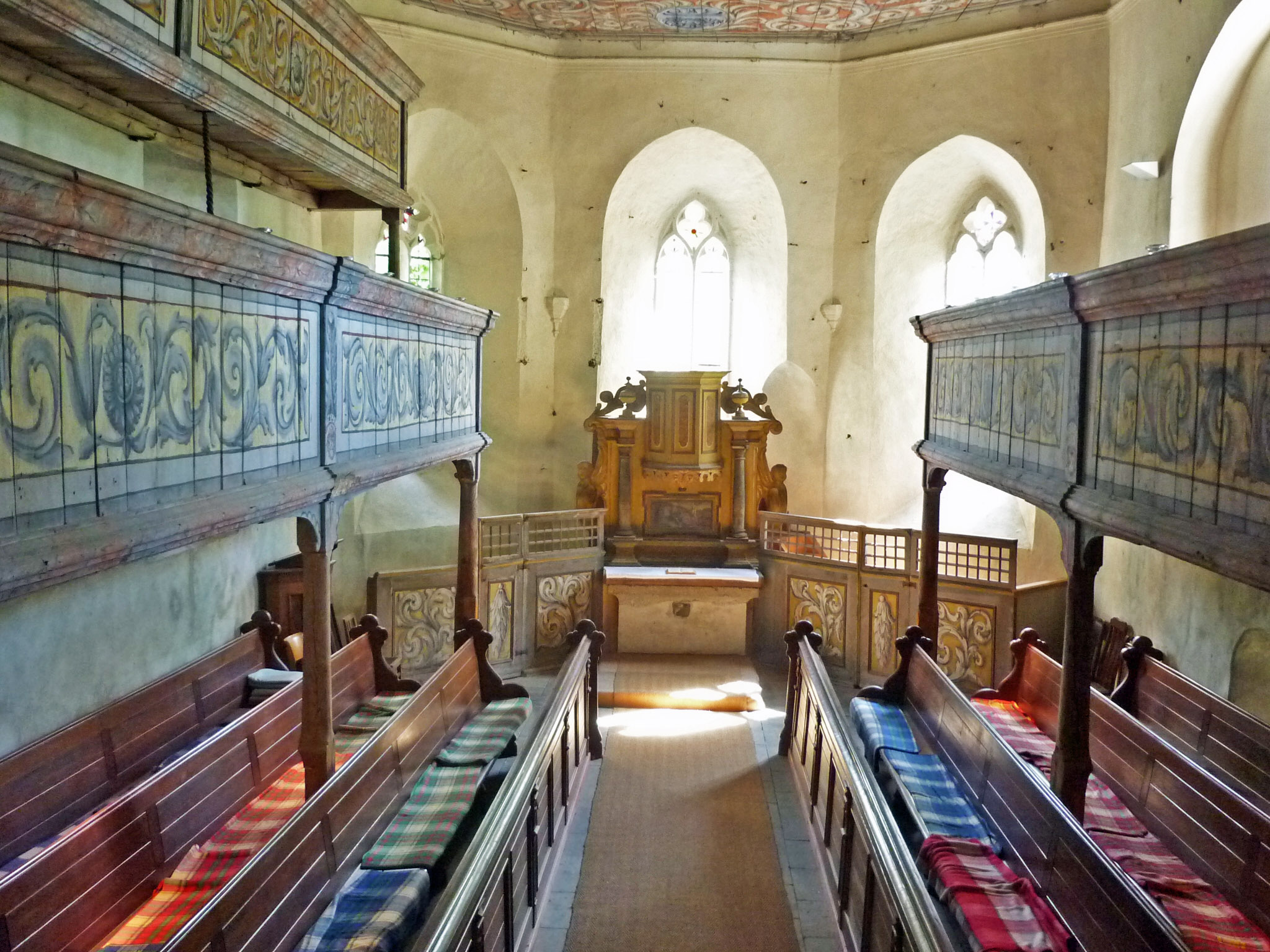
Katechismuskirche – pohled do interiéru
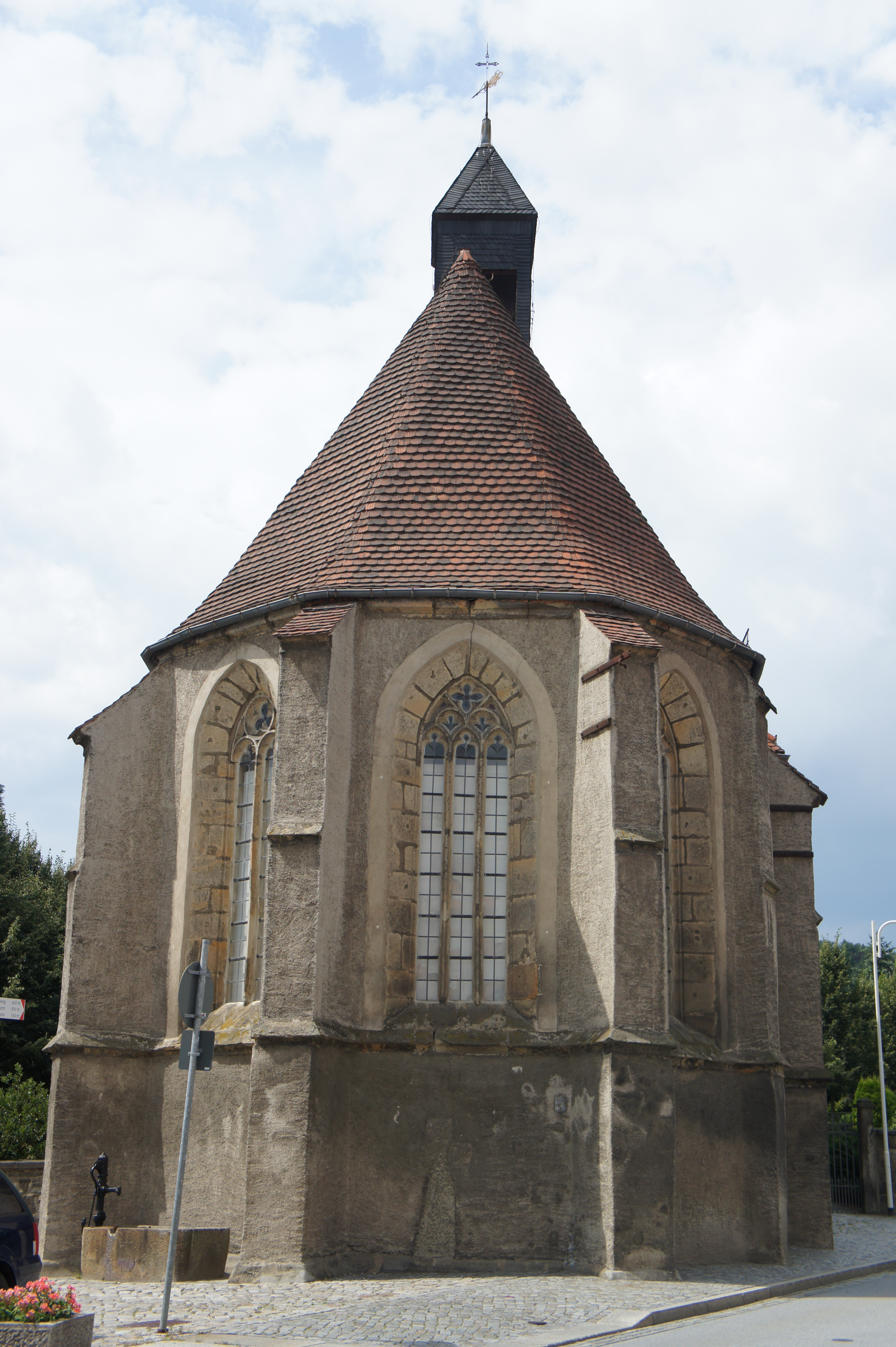
Kostel sv. Jošta
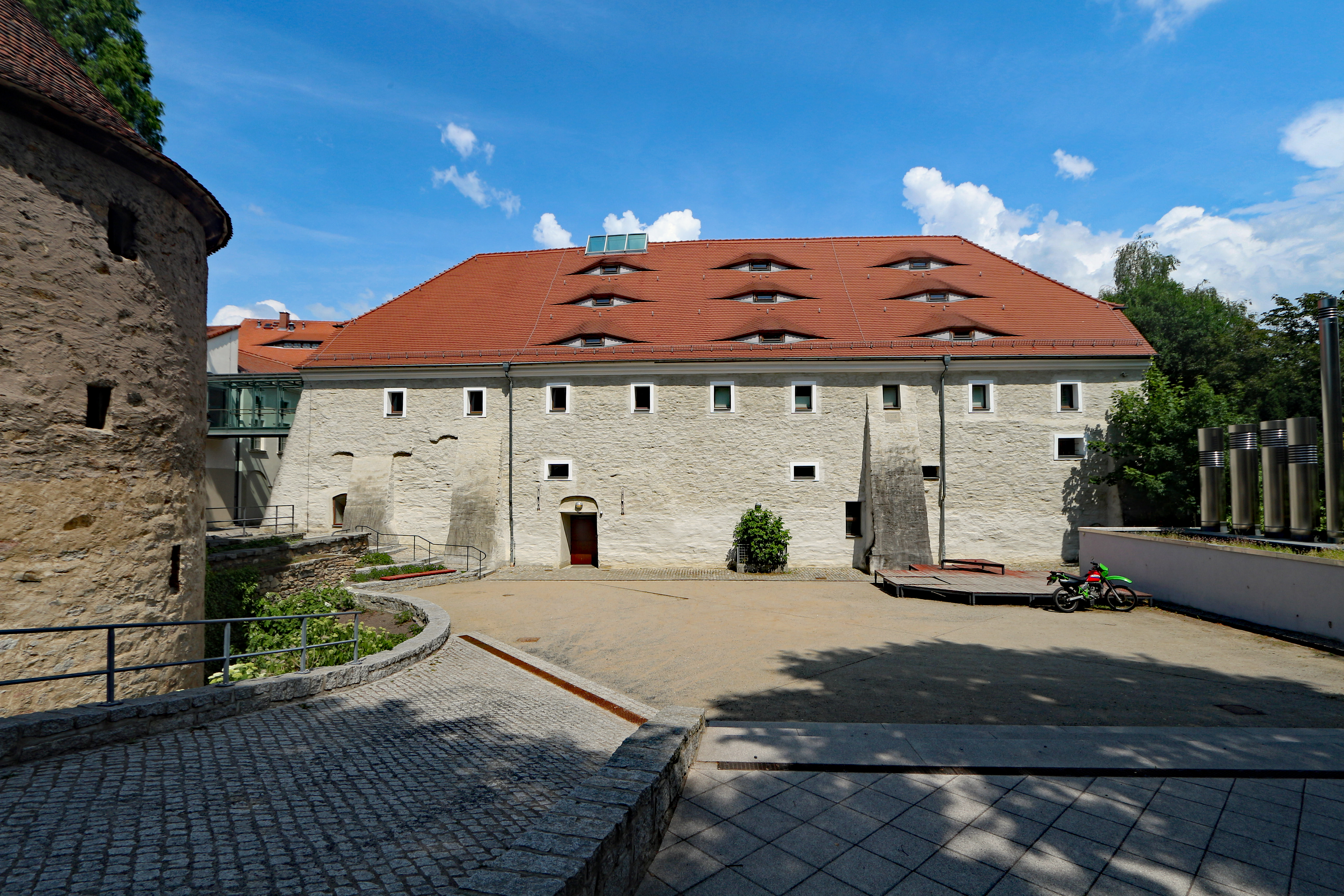
Malzhaus
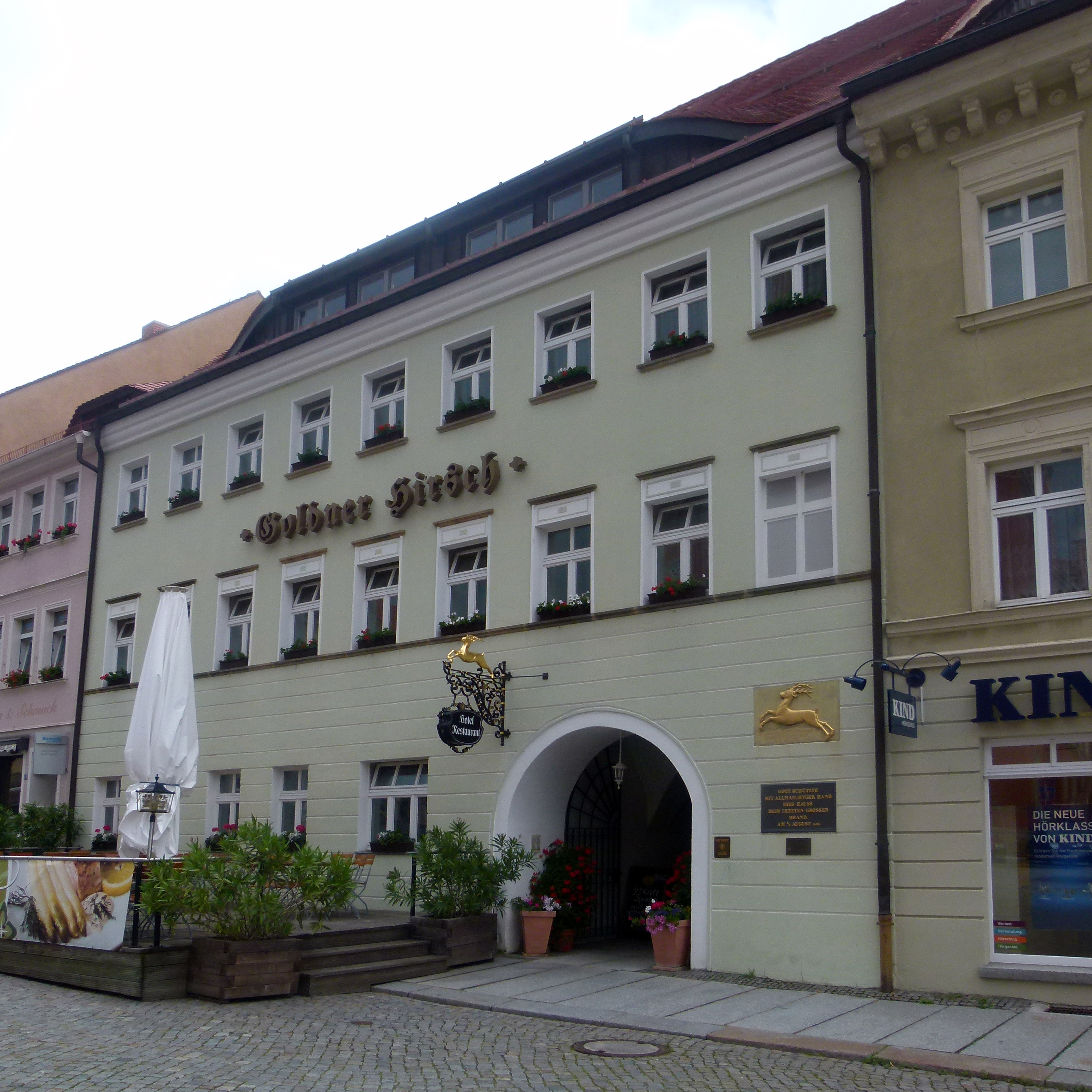
Dům u Zlatého jelena
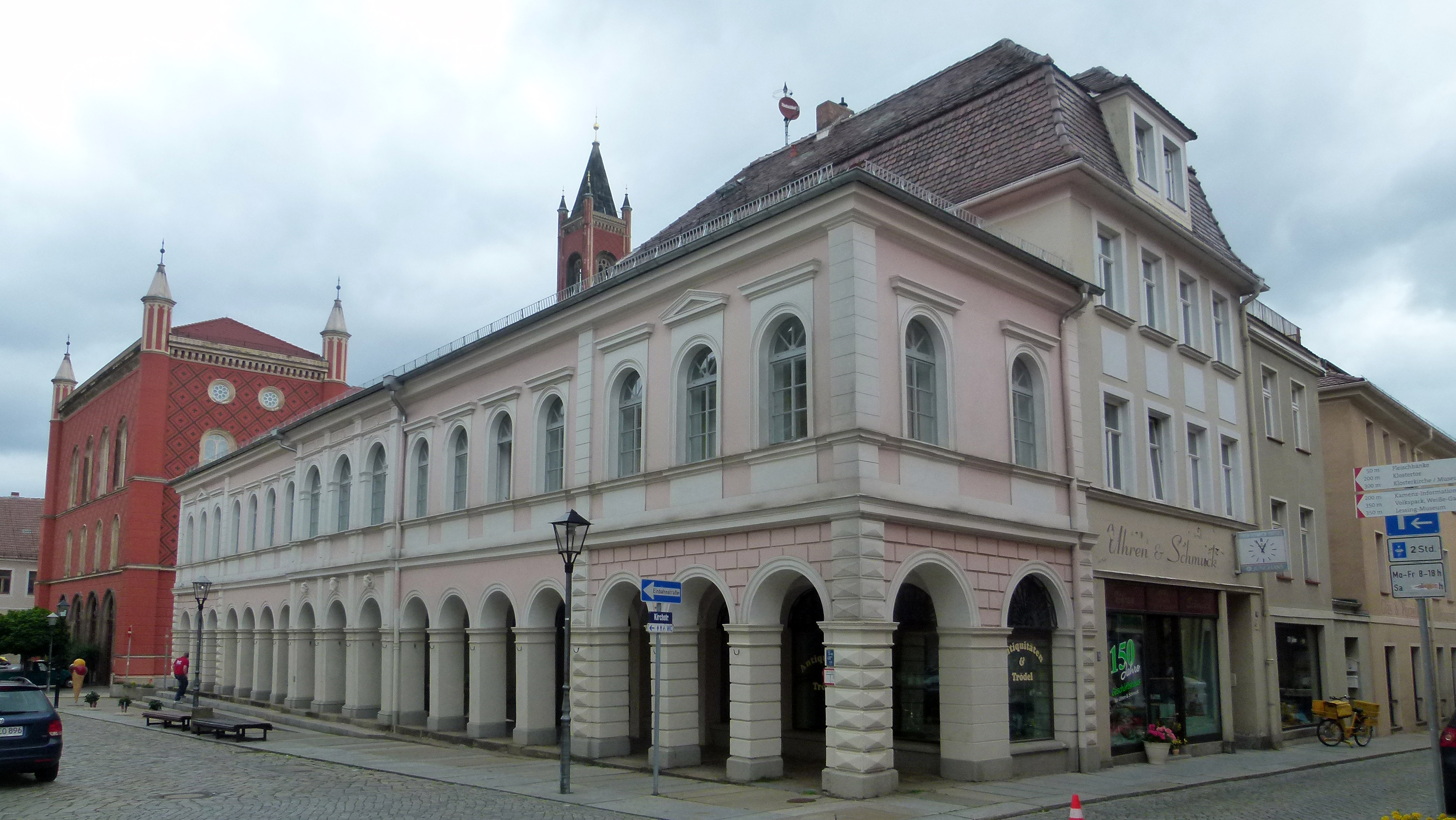
Masné krámy
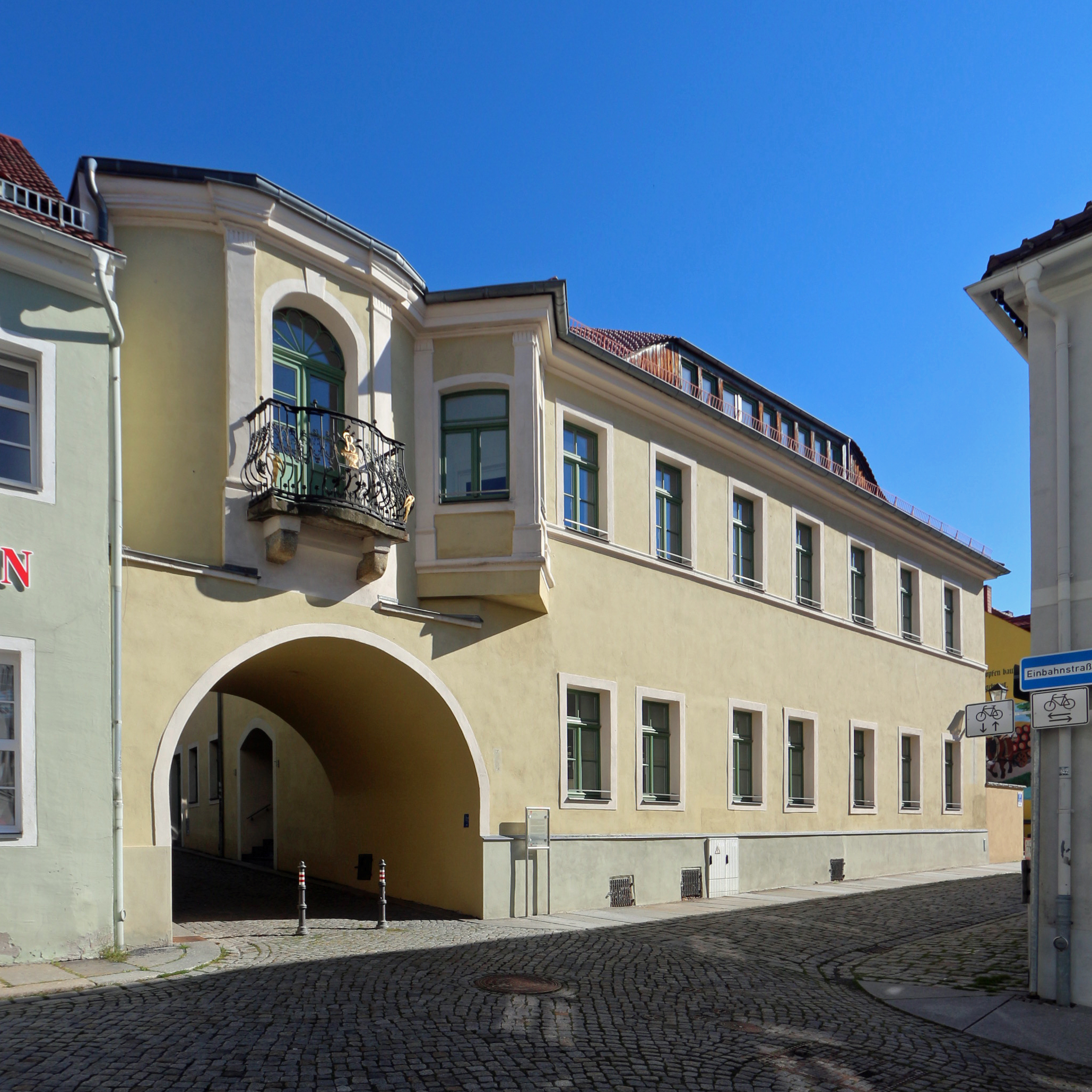
Klášterní brána
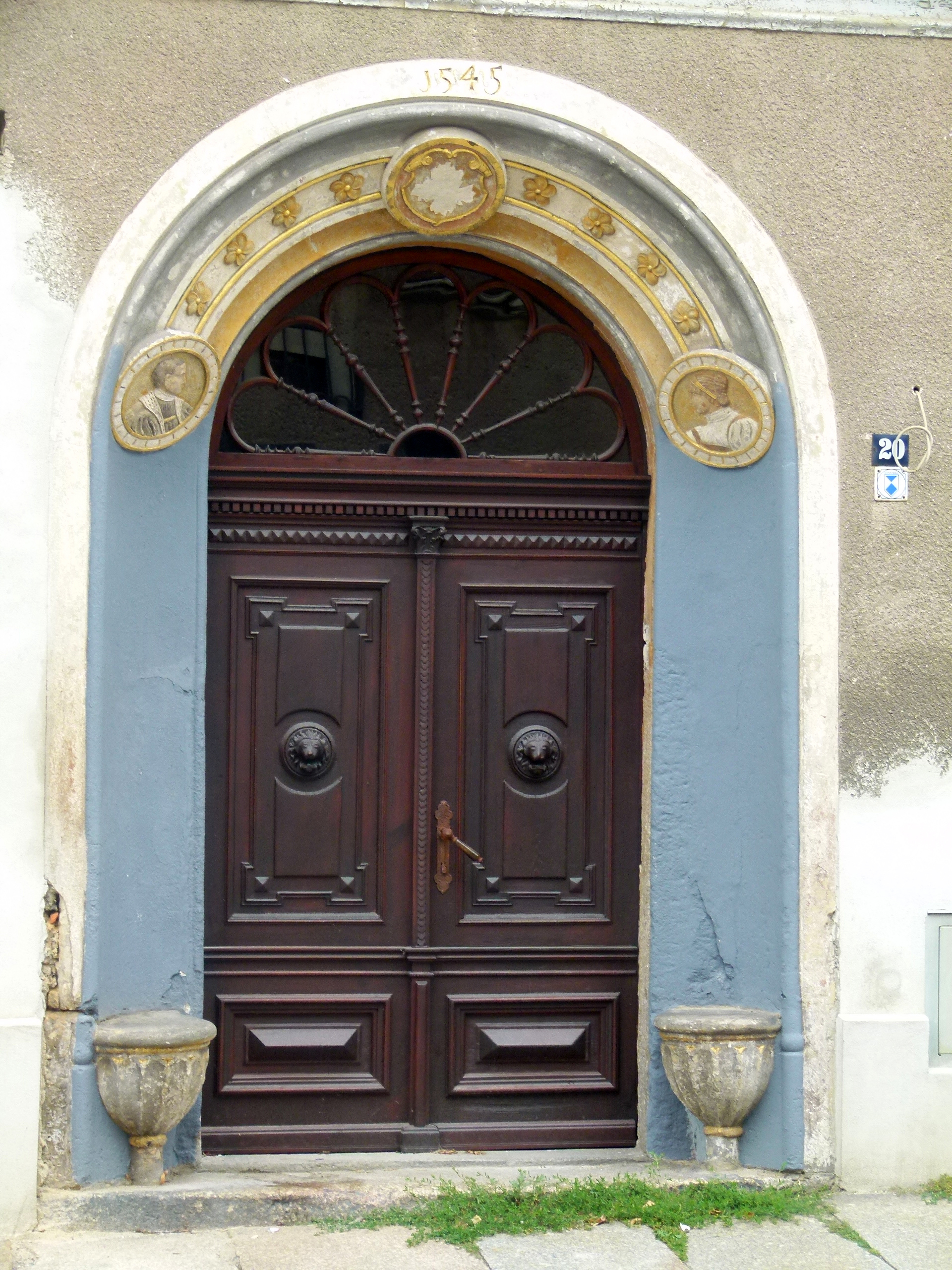
Portál v ulici Zwingerstraße 20
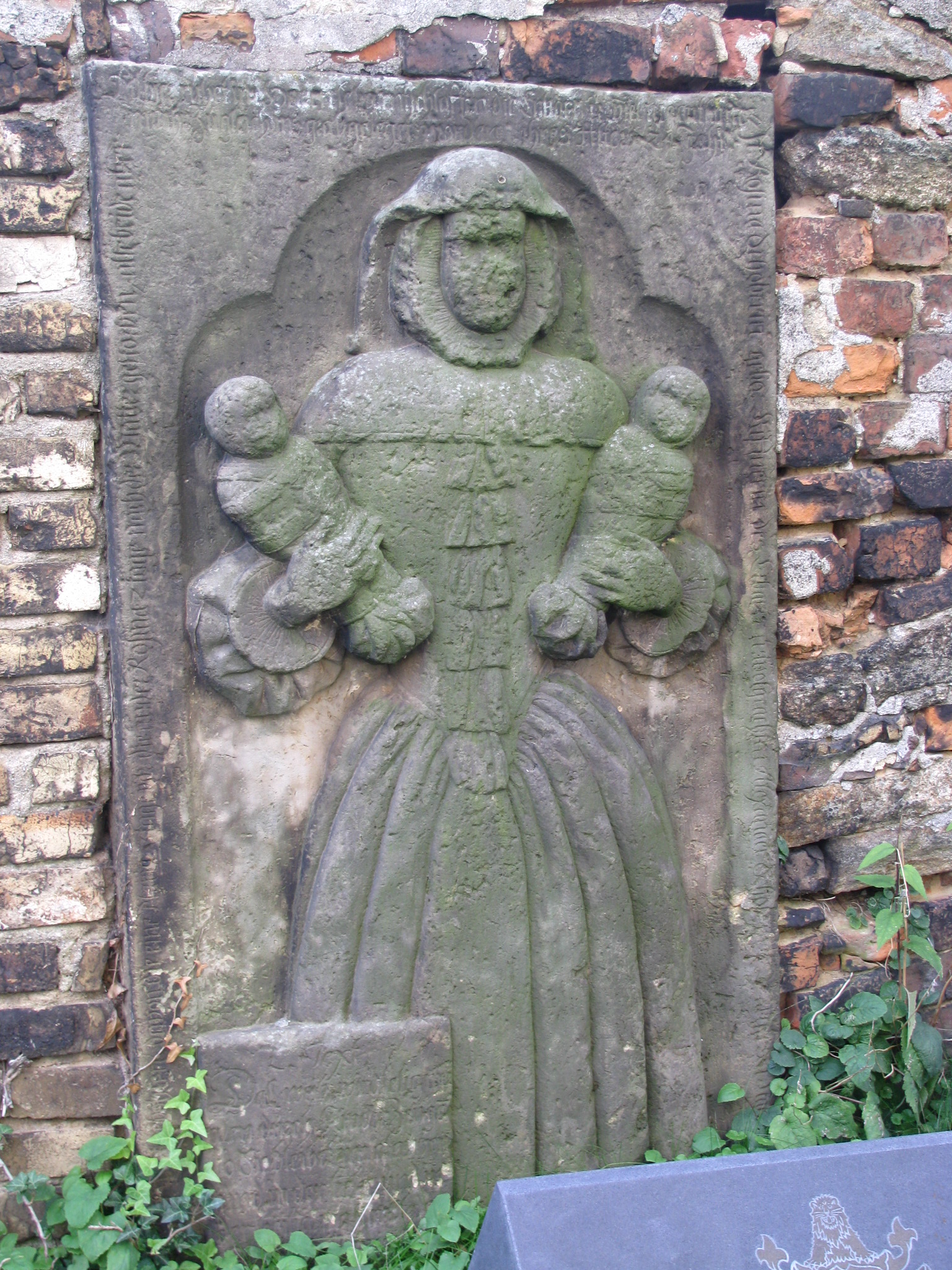
Náhrobek na Hlavním městském hřbitově
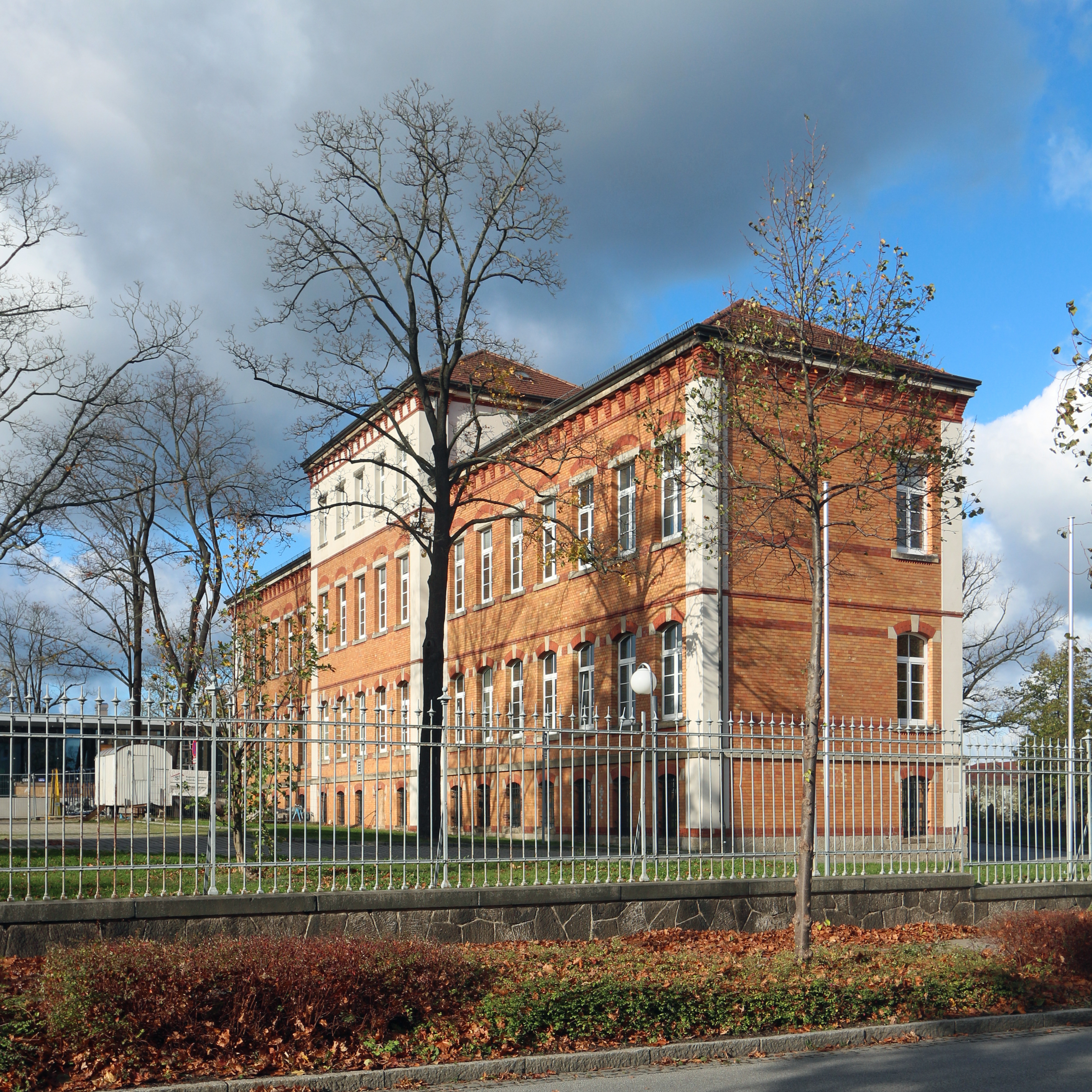
Budova Okresního soudu v ulici Macherstraße 49
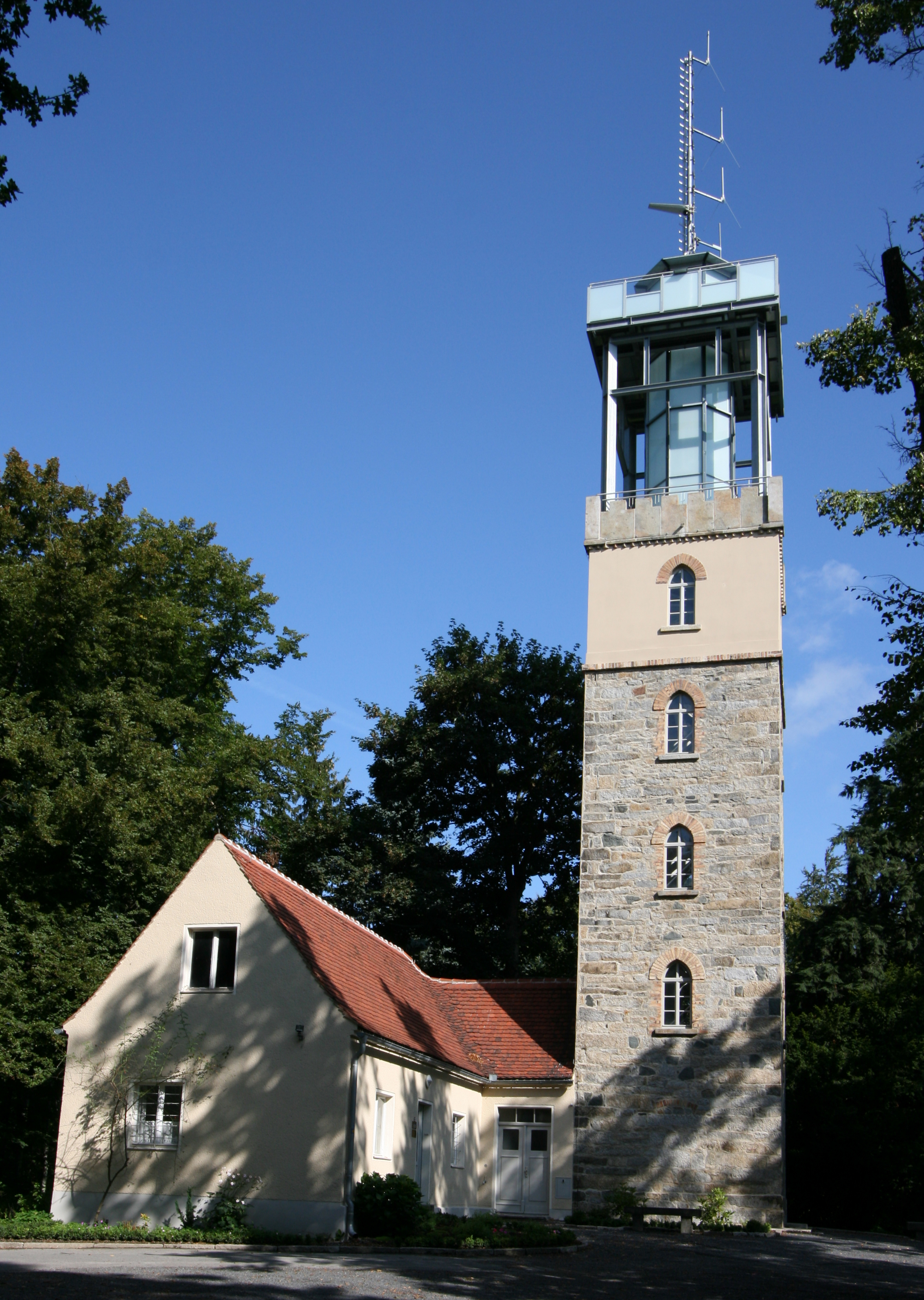
Lessingova věž
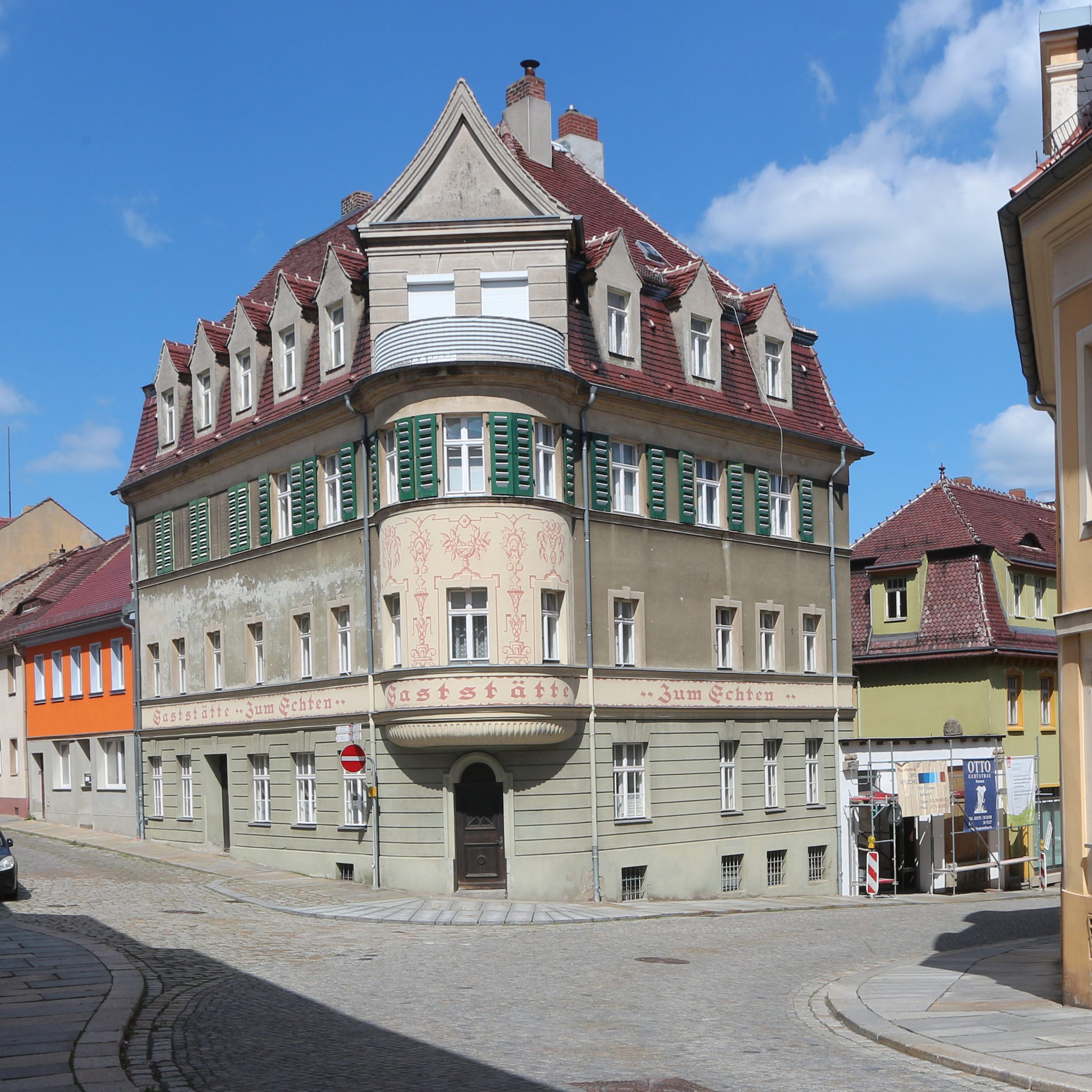
Budova hostince v ulici Bautzner Straße 51

### Profánní stavby
- Zámek (Das Schloß) – Původní „dům“ pánů z Kamence byl již v roce 1318 postoupen markraběti Waldemarovi. V letech 1405–1410 se prvotní majitelé, kteří vlastnili také několik domů a dvorů v Kamenci, znovu usadili na zámku do té doby, než Václav IV. jejich léno de facto vyvlastnil. Základy později zničeného areálu jsou dodnes patrny v městském plánu Kamence. Leží na zřetelně rozpoznatelném pahorku, tzv. Zámeckém kopci (Schloßberg) na východě města. Bývalý zámecký areál zaujímá plochu 30x70 m.[40]
- Radnice (Das Rathaus) – Na velkém pravoúhlém náměstí stojí novorenesanční radnice připomínající renesanční benátské palazzo. Postavena byla v letech 1847–1848 žitavským stavbyvedoucím Carlem Augustem Schrammem podle návrhu berlínského architekta Karla Friedricha Schinkela. Stavba vznikla jako náhrada za původní radnici zničenou požárem v roce 1842. Dominanta kameneckého náměstí je zakončena 40 m vysokou štíhlou centrální věží na čtvercovém půdoryse, rohy budovy zdobí fiálové věžičky. Červeně omítnutá fasáda je vzorována kosočtvercovým dekorem.[41]
- Červená věž (Roter Turm) – Červená věž je zachovanou částí bývalé městské brány ve směru Pulsnitz. Stojí na jižním okraji starého města. Název je odvozen od červené žuly, ze které byla postavena. V 15. a 16. století byla věž obývána stráží a sloužila jako věznice pro mladé městské vězně. V průběhu demolice hradeb kolem roku 1835 byla zbořena Pulsnitzská brána a Červená věž zůstala jako jeden z mála pozůstatků bývalého městského opevnění.
- Písařská bašta (Stadtschreiberbastei („Pichschuppen“)) – Písařská bašta vznikla jako součást opevnění Kamence kolem roku 1600. Její přezdívka „Pichschuppen“ („Smolný sklad“) pochází z doby, kdy zde pivovarníci skladovali své sudy utěsněné smůlou.[36]

- Malzhaus – Sladovna stojící naproti Písařské baště byla rovněž postavena kolem roku 1600 a sloužila jako sklad ječmene. Dnes ji Muzeum Západní Lužice využívá pro expozici o dějinách města Kamence.[36]
- Ponickauhaus – Reprezentativní třípatrový barokní dům v Pulsnitzer Straße 16, jehož sklepy patrně pocházejí z období kolem roku 1225, je poprvé písemně zmíněn v roce 1567, kdy západolužický šlechtic Hans von Ponickau zakoupil tento dům pro svou ženu Barbaru von Gablenz. Roku 1667 přešel do vlastnictví rodiny Schönbergů. Pozdně barokní fasáda pochází z let 1745–1748, kdy byl majitelem hrabě Johann Casimir von Dallwitz. Reprezentativní průčelí s prvky rokoka je zdobeno centrálním rizalitem, pilastry, figurálními ornamenty a erbem s iniciálami J, C, V, D. Ponickauhaus je dnes součástí Muzea Západní Lužice a obsahuje expozici o přírodě a kultuře regionu.[42]
- Dům u Zlatého jelena („Goldne Hirsch“) – Naproti radnici stojí Dům u Zlatého jelena, poprvé zmiňovaný v roce 1550. Své dnešní označení má již od roku 1613. Je nejstarším zachovaným hostincem v Kamenci.[36]
- Ondřejova kašna (Der Andreasbrunnen) – Ondřejova, respektive Andreasova kašna stojí na kameneckém náměstí. V roce 1570 ji ze světlého pískovce nechal vyrobit purkmistr Andreas Günther. Kašna ve stylu pozdní renesance se skládá ze tří sloupů v dórském slohu se zaoblenými kanelurami. Na nich spočívá jakýsi baldachýn lemovaný nápisy upomínajícími na donátora. Na obou stranách jsou plastiky s habsburským orlem a českým lvem, stejně jako znakem Kamence. Na rozích jsou putti. Kašna je korunována sochou spravedlnosti s mečem a váhami. Není vyloučena spolupráce drážďanského sochaře Christopha Walthera II. (1534–1584). Srovnatelné vodotryskové systémy jsou známé od Gregora Richtera z Lipska a Oschatzu. Stavba souvisí s Hornolužickým Pönfallem z roku 1547, jehož následky byly po roce 1562 zmírněny díky vyjednávacím schopnostem purkmistra Günthera.[43]
- Masné krámy (Die Fleischbänke) – Masné krámy s klenutým klasicistním podloubím sloužily až do počátku 20. století jako prodejní místa řezníků.[36]
- Lessingův dům (Lessinghaus) – Protože Lessingův rodný dům v roce 1842 lehl popelem, byla u příležitosti 200 let od narození slavného rodáka v roce 1929 zahájena stavba nové reprezentativní budovy, která byla slavnostně otevřena v roce 1931. V přízemí jsou expozice Lessingova muzea, první patro slouží městské knihovně. Naproti Lessingovu domu se nachází rovněž památkově chráněný Röhrmeisterhaus, jenž je dnes užíván pro slavnostní události.[44]
- Lessingova lavice (Lessingbank) – Romantickým místem u kostelního hřbitova je kamenná Lessingova lavice, která se nachází společně s kamenným stolem pod starým jasanem. Podle tradice zde mladý Lessing sedával a skládal básně. Ruch města je tu slyšet pouze z dáli, někdy ale zazní zvuky varhan z blízkého Kostela Panny Marie.[36]
- Lessingova věž (Lessingturm) – Na vrchu Hutberg (Pastwina hora) byl 30. března 1864 položen základní kámen Lessingovy věže, která vznikala díky četným finančním darům organizovaným „Výborem pro stavbu Lessingovy věže“. Již 21. srpna téhož roku byla slavnostně otevřena 18 m vysoká vyhlídková věž za doprovodu čestné salvy. V roce 1929 byla věž prodloužena a získala tak tvar, jaký je vidět dnes. Poté, co stromy kolem věže povyrostly, došlo v roce 2010 k přístavbě 6 m vysokého nástavce.[45]

### Pomníky
- Kamenný kříž z pozdního středověku (Wiesaer Kirchweg)
- Mnich; Náhrobek radního Hanse Wagnera z roku 1504 (Kurze Straße 1)
- Saský poštovní milník z roku 1725 (Bönischplatz). Restaurován v letech 1910, 1954/1955, 1961, 1976, 2008, 2010.
- Lessingův pomník: Bronzová busta od sochaře Hermanna Knaura z Lipska z roku 1863.
- Památný kámen krále Alberta na Hutbergu z roku 1896 (jižně od Freilichtbühne)
- Památný kámen kameneckého krajinného architekta a pěstitele borovic Wilhelma Weisse (1846–1916) na Hutbergu z roku 1916.
- Komín bývalé textilní továrny Noske se zdí a pamětní deskou (Herrental 9) odhalené po roce 1945, připomíná 125 vězňů, kteří zde zemřeli.
- Sovětský pomník na Hutbergu (Königsbrücker Straße), 1946/47
- Kameny zmizelých (Stolpersteine) na památku Adolfa Grünbergera (1864–1943) a Bernharda Wensche (1908–1941)

## Kultura

### Divadlo

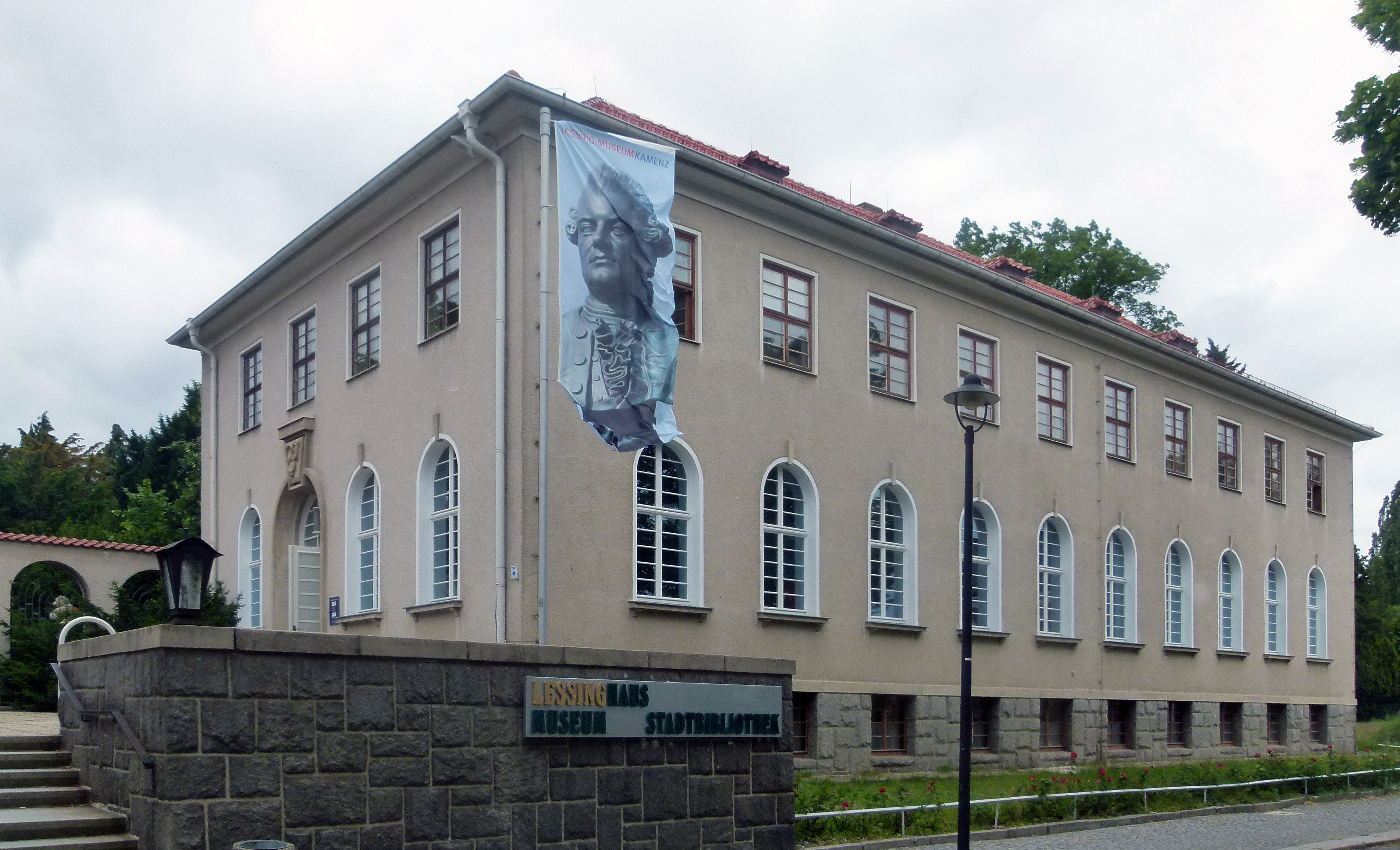
Lessingův dům v Kamenci

- Stadttheater Kamenz – Městské divadlo se nachází v centru. Znovu bylo otevřeno 3. října 1999. Od roku 1824 hostí tento bývalý pivovar divadelní akce, koncerty klasické hudby, kabarety, přednášky a umělecké výstavy.
- Hutbergbühne Kamenz – Jeviště na Hutbergu je skryto v lesoparku se vzácnými jehličnatými stromy, rododendrony a azalkami. Díky své povaze amfiteátru poskytuje vynikající akustiku a podmínky pro přihlížení až 10 000 diváků. Od roku 1992 se zde konají také pravidelné koncerty.[46]

### Muzea a knihovny

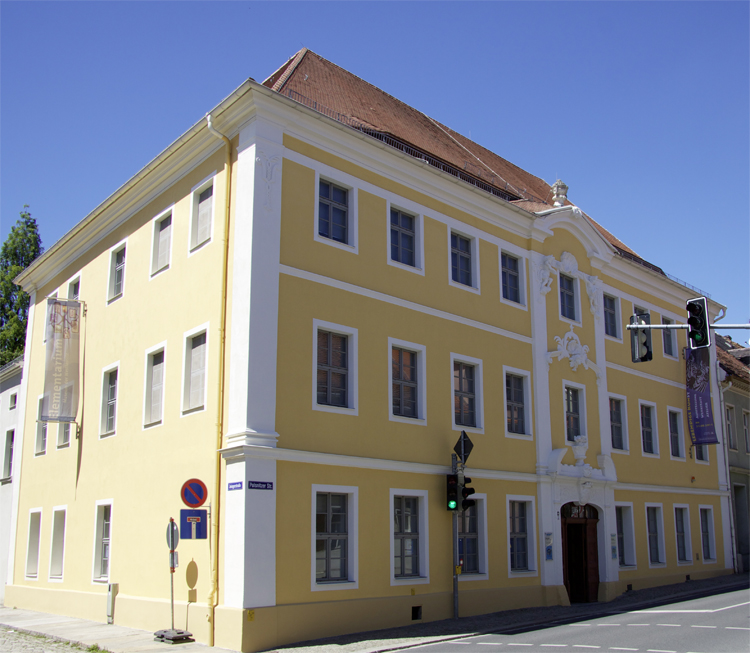
Ponickauhaus (Muzeum Západní Lužice, Pulsnitzer Straße 16)

- Lessing-Museum – Lessingovo muzeum založené v roce 1931 jako muzeum literatury prezentuje od roku 2011 trvalou expozici v učencově rodném městě. Ta je věnována životu a mnohostrannému dílu tohoto osvícence a básníka, jehož přibližují první vydání jeho děl, rytiny a malé plastiky. Lessingův význam pro osvícenství a německé divadlo dokládá muzejní knihovna, která obsahuje 5500 titulů k jeho životu a dílu a také k rodinné historii Lessingových. Od roku 1962 organizuje muzeum každý rok mezi básníkovými narozeninami 22. ledna a dnem jeho smrti 15. února Kamenecké Lessingovy dny (Kamenzer Lessing-Tage), jejichž součástí je od roku 1993 propůjčení Lessingovy ceny Svobodného státu Sasko.[47]
- Klosterkirche und Sakralmuseum St. Annen – Klášterní kostel a Sakrální muzeum sv. Anny je pozoruhodné tím, že slouží jako muzeum a zároveň je vysvěceným kostelem. Kromě jiných památek prezentuje soubor pěti pozdně gotických vyřezávaných oltářů. Současná expozice pochází z roku 2011. Ve funkční přístavbě ke kostelu a muzeu je turistické informační centrum.[47]
- Museum der Westlausitz – Muzeum Západní Lužice se zabývá krajinou, přírodou, dějinami a kulturou Západní Lužice. První trvalá expozice byla otevřena v roce 1961, od roku 1968 má instituce svůj dnešní název. Od roku 1977 vydává muzeum vlastní časopis Veröffentlichungen des Museums der Westlausitz Kamenz. Ve sbírkách Muzea Západní Lužice se nachází 30 000 exponátů ke kulturním dějinám, archeologii, geologii, zoologii a botanice regionu. Muzeum sídlí ve dvou budovách:
  - Ponickauhaus – Trvalá expozice muzea k tématu přírody a kultury Západní Lužice.
  - Malzhaus – Od 20. března 2004 zde po sanaci sídlí expozice věnovaná dějinám města Kamence.[47]

Vedle těchto muzeí v Kamenci sídlí rovněž „Pracoviště pro recepci Lessinga“ (Arbeitsstelle für Lessing-Rezeption), Muzeum kamenolomů (Steinbruchmuseum mit Schauanlage), Expozice s vodním trkačem (Hydraulischer Widder), Historické muzeum tankovacích stanic (Historisches Tankstellenmuseum), Městský archiv (Stadtarchiv Kamenz) a Městská knihovna G. E. Lessinga (Stadtbibliothek G. E. Lessing) s knihovním fondem 33 000 svazků.

### Pravidelné události

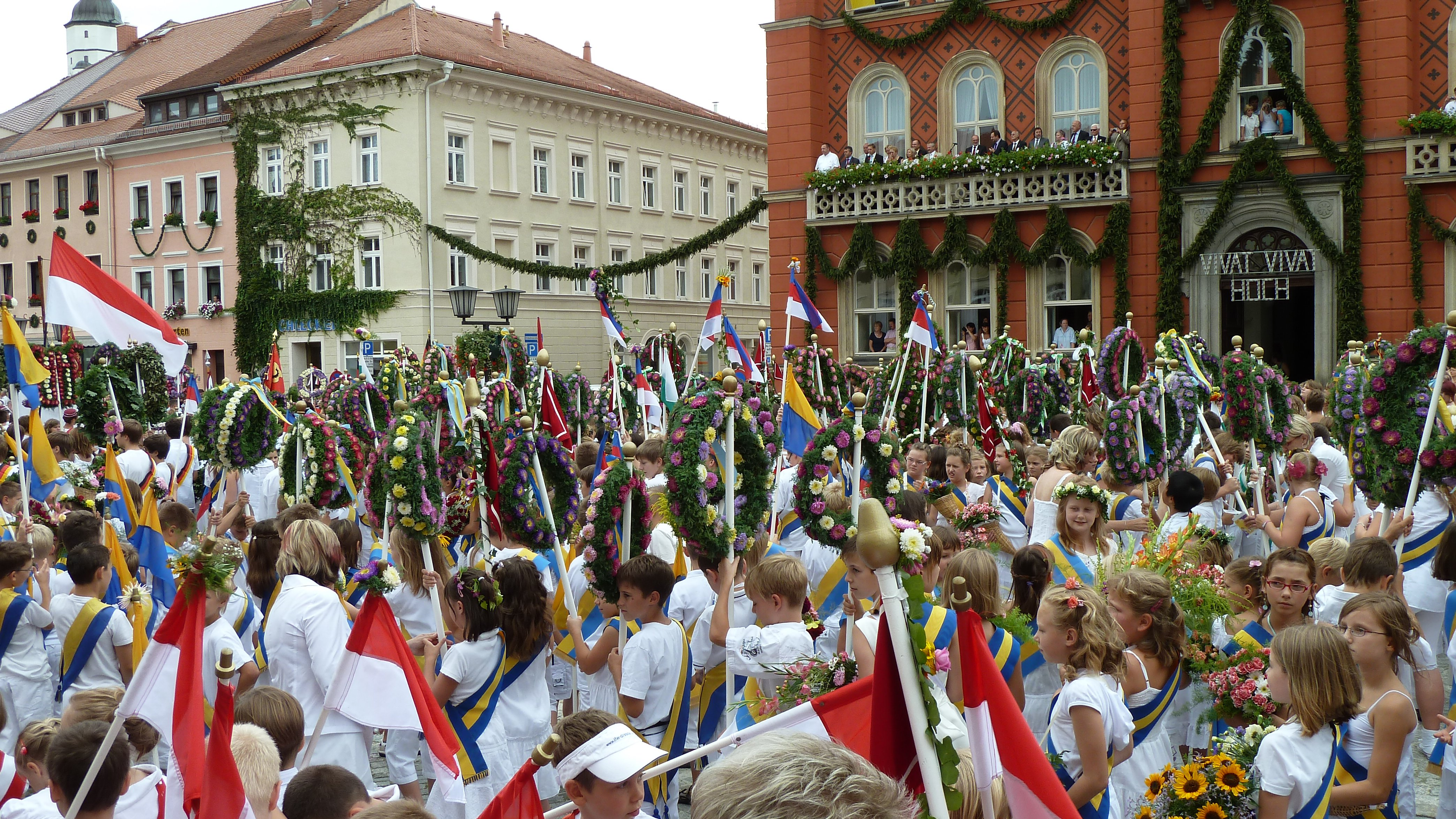
Slavnostní průvod – Kamenzer Forstfest 2010

- Kamenzer Forstfest (každoročně v týdnu, na který spadá 24. srpen: den sv. Bartoloměje) – Tradiční školní a lidová slavnost.
- Blütenlauf auf dem Kamenzer Hutberg – Běh v době květu rododendronů na Hutberg, sportovní událost v jarní krajině zahrnující běh, horskou cyklistiku, horský duatlon a severskou chůzi.
- Kamenzer Lessing-Tage – Lessingovy dny (každoročně v lednu a únoru)
- Fête de la Musique každý rok 21. června – Událost, ve které se amatéři a profesionální hudebníci, umělci z oblasti hudby, DJs apod. objeví zdarma ve veřejném prostoru.
- Karneval v Kamenci

### Kulinářské speciality

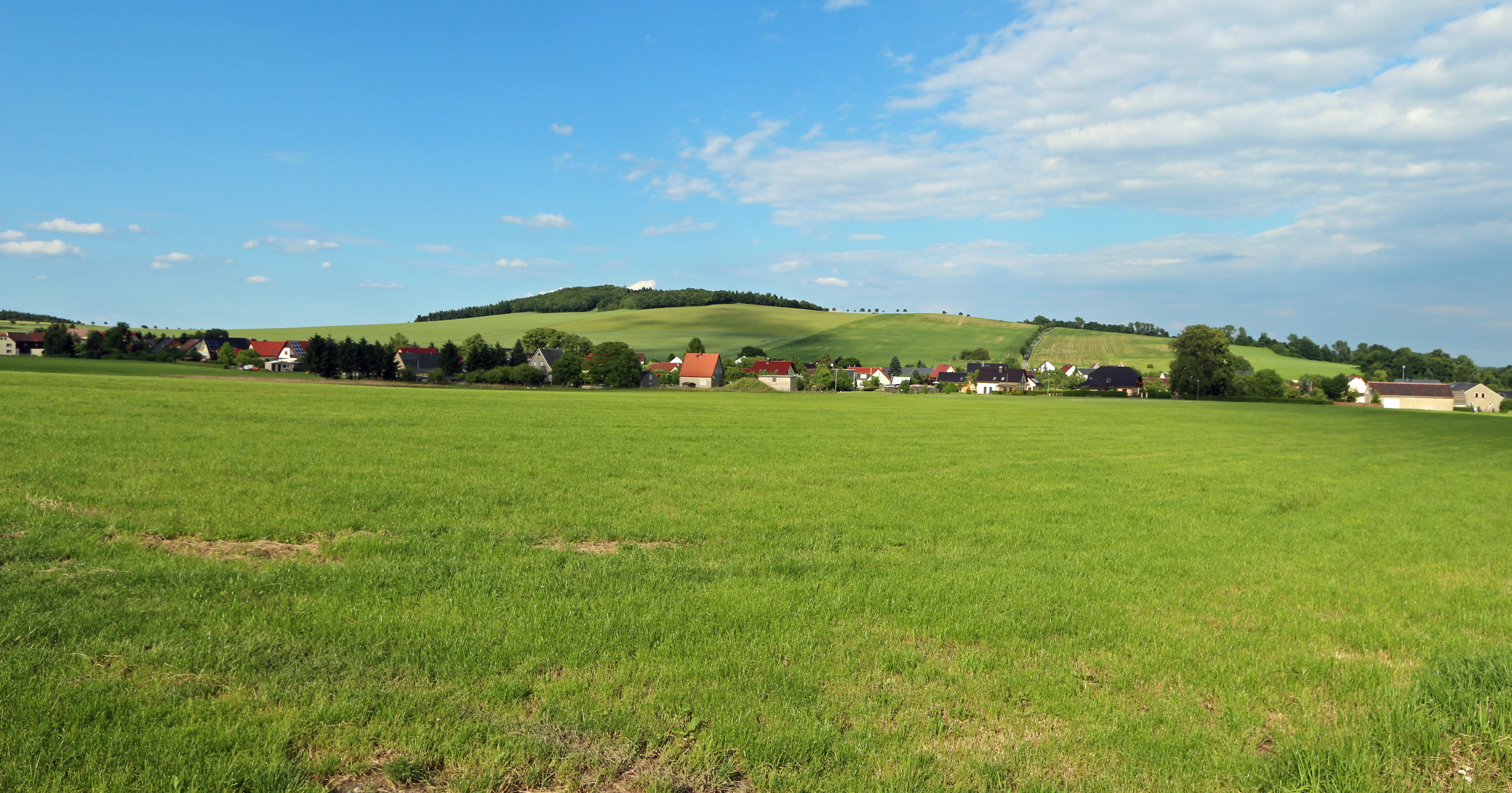
Hutberg (Pastwina hora)

Kulinářskou specialitou Kamence jsou Kamenecké buřty (Kamenzer Würstchen), krátce nazývané „Kamenzer“. Ty jsou konzumovány syrové nebo ohřáté ve vodě a mnoho kameneckých rodin je jí s bramborovým salátem na Štědrý večer. Jejich náplň se skládá z jedné třetiny z libového i tučného hovězího masa stejně jako z prorostlého vepřového. Mnozí řezníci přidávají také skopové. Směs je ochucena solí, pepřem, kmínem, cibulí a paprikou, potom se buřty udí. Tento recept patrně pochází z městečka Wittichenau. Kamenecké buřty jsou oblíbené také v jiných částech Saska.

### Sport

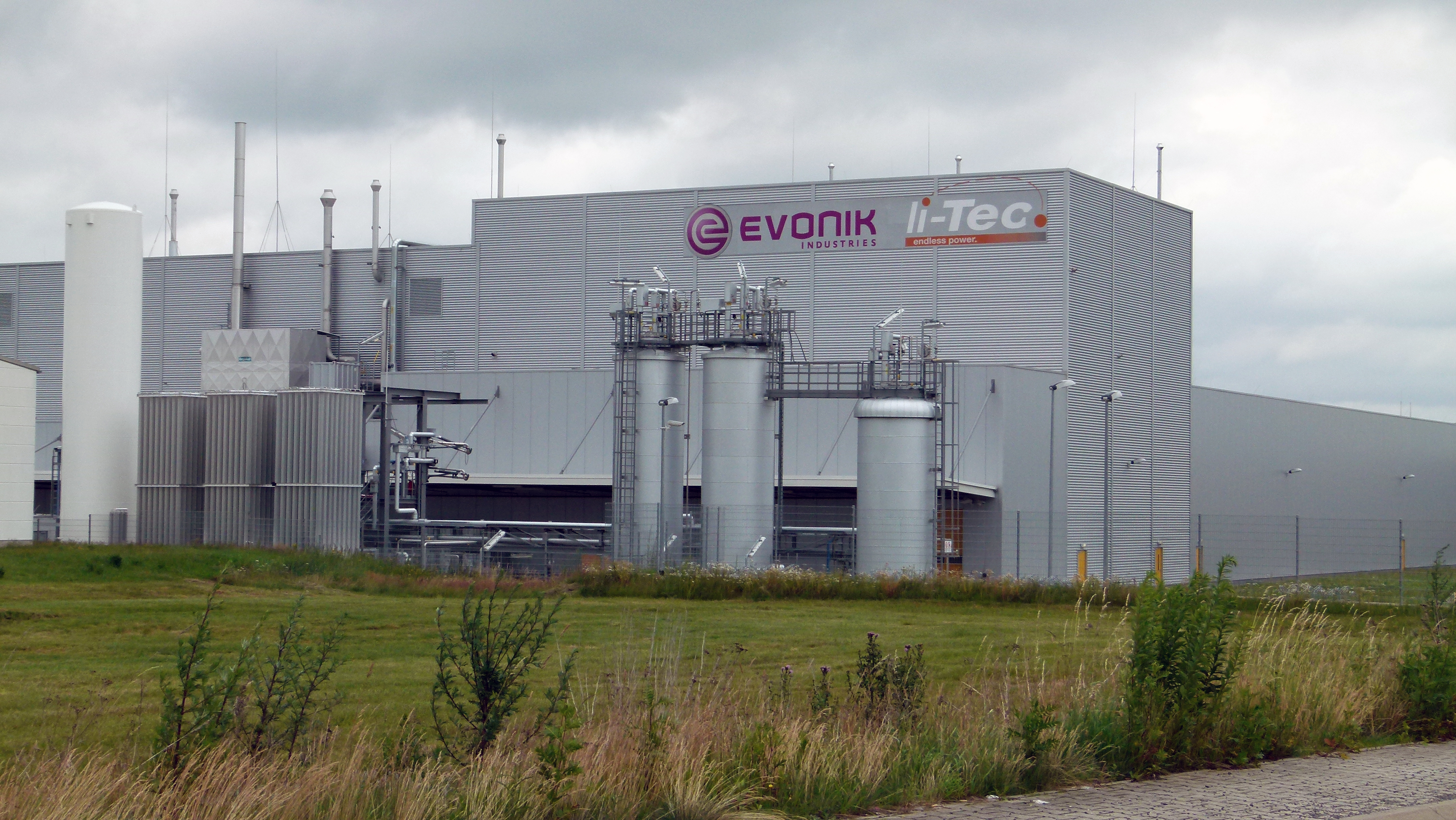
Li-Tec – továrna na baterie

Kamenec je domovským městem fotbalového klubu SV Einheit Kamenz, jehož 1. fotbalové mužstvo kraje v Saské zemské lize. Ve starých městských lázních je k dispozici Skatepark, jehož návštěvníci již vyhráli nejrůznější mistrovství. Teprve v roce 2004 se v Kamenci zásluhou sportovního svazu Vereinigung Deutscher Handywerfer e. V. konalo první německé mistrovství ve vrhu mobilním telefonem. Roku 2005 pak první evropské mistrovství na německé půdě následované v roce 2006 prvním světovým mistrovstvím podle verze IAMPT. Východosaský plavecký spolek v Kamenci je druhým největším spolkem města. Trénují zde mezinárodně úspěšní triatlonisté a plavci.

## Ekonomika a infrastruktura

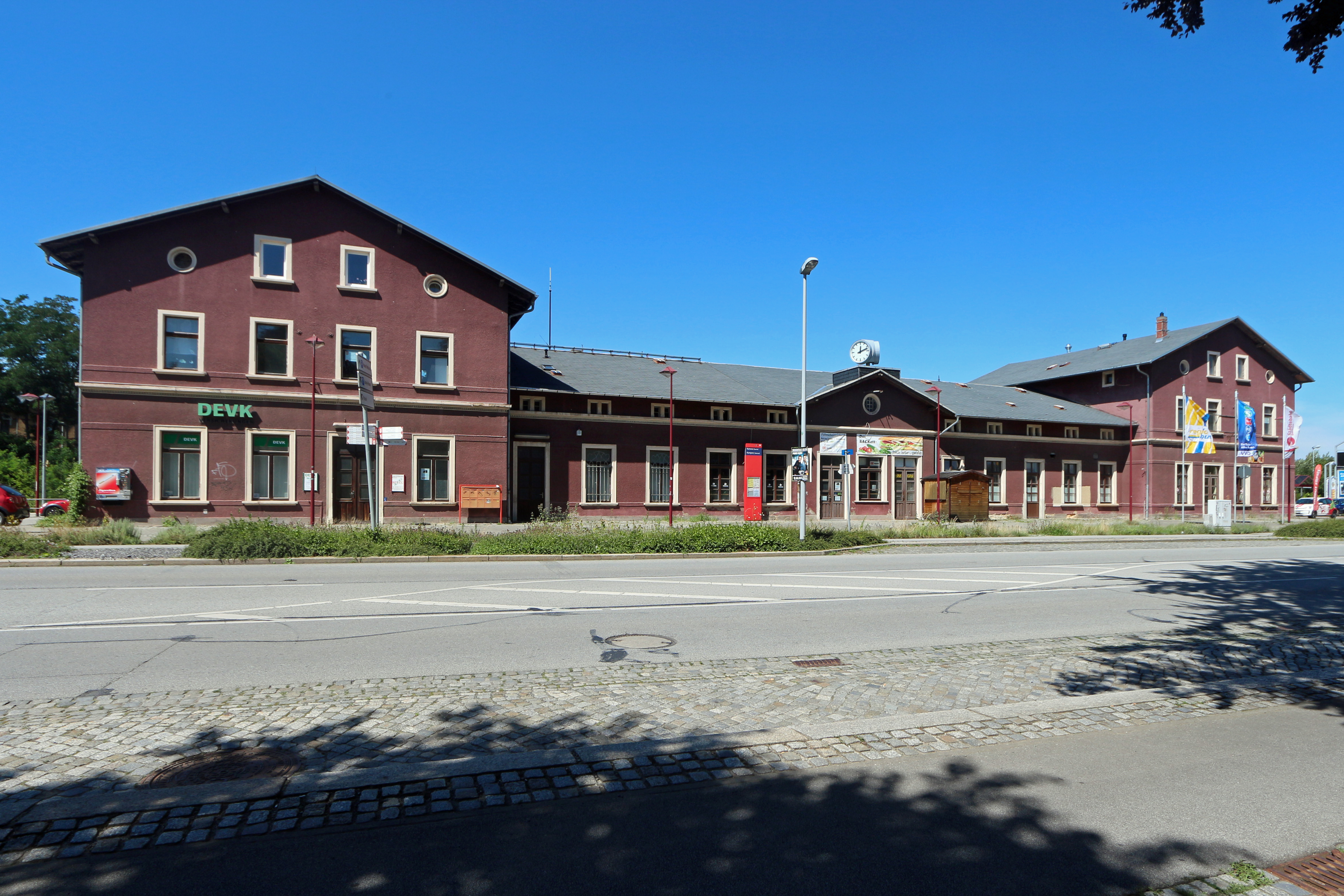
Nádraží v Kamenci

### Hlavní podniky
Město je domovem především malých a středních podniků v textilním, strojírenském průmyslu a průmyslu zpracování kaolinu a plastických hmot. Největšími známými nadregionálními zaměstnavateli jsou lahvovny a plnírny alkoholických nápojů společnosti Jägermeister a firma Sachsen Fahnen specializující se na reklamní textilie. Největším zaměstnavatelem v Kamenci je ovšem výrobce baterií German Accumotive, což je dceřiná společnost Daimler AG. V roce 2018 společnost uvedla do provozu druhou továrnu na baterie a do roku 2020 plánuje zaměstnat více než 1 000 lidí Až do uzavření výroby roku 2015 zde působil rovněž další výrobce baterií Li-Tec, který byl také součástí koncernu Daimler AG. Dalším důležitým zaměstnavatelem v Kamenci jsou různé úřady, například Státní statistický úřad, jehož centrála se tu nachází. Do budoucna se počítá s rostoucím významem turistiky.

### Doprava

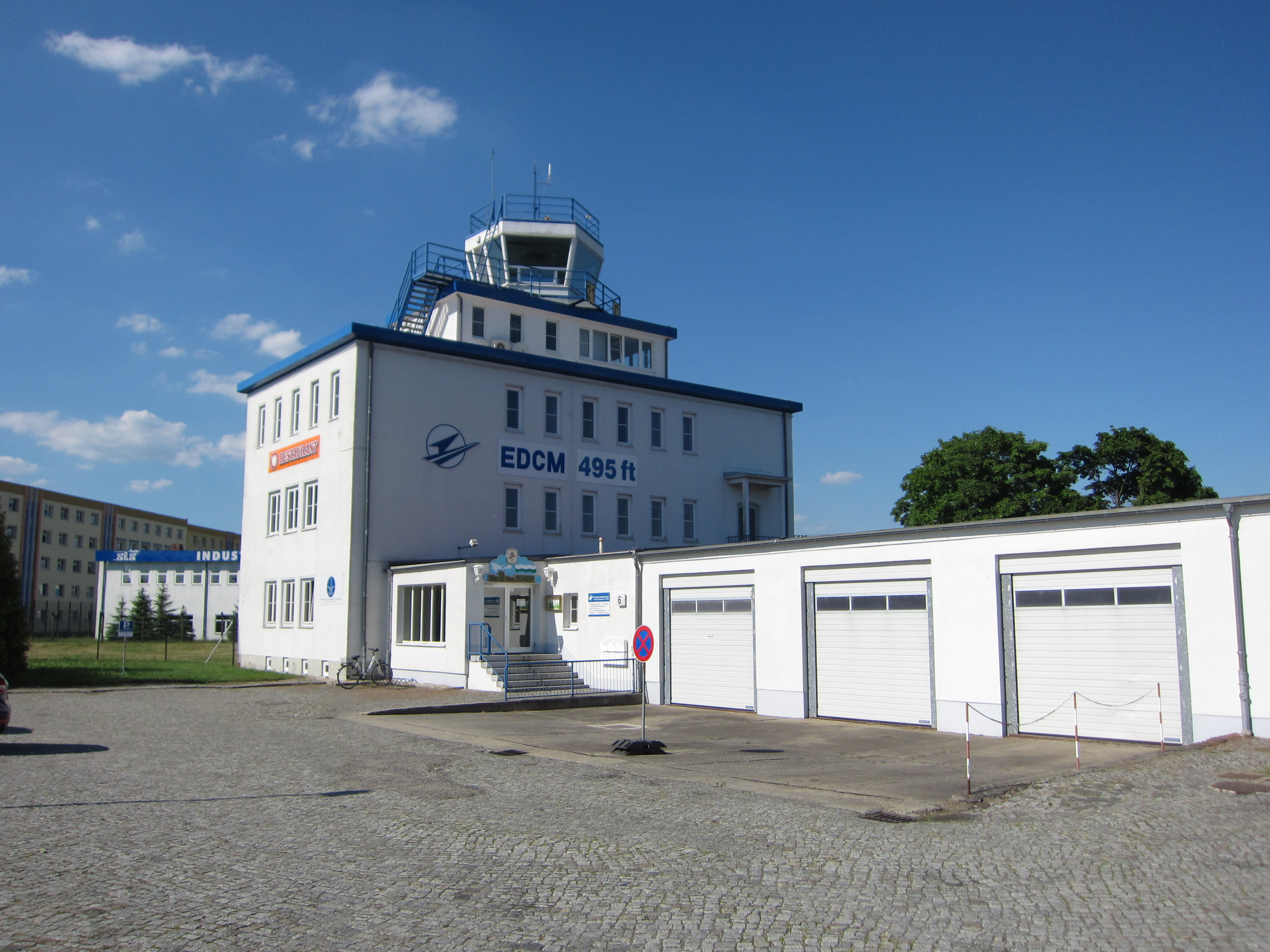
Řídící věž Kameneckého letiště v roce 2014

Nejbližší křižovatka Burkau k spolkové dálnici A4 se nachází asi 12 km jižně od města. Odtud je spojení na státní silnici S 94 Burkau–Kamenz–Bernsdorf a ze spojovací silnice Pulsnitz na S 95 Radeberg–Pulsnitz–Kamenz–Hoyerswerda. Další státní silnice, které otevírají přístup do města, jsou S 93 z Kamence do Grüngräbchen na spolkové hranici s Braniborskem, dále silnice S 97 z Kamence do Zerny a silnice S 100 Radeburg–Koenigsbrueck–Kamenz–Salzenforst. Na severovýchodním okraji města se nachází letiště Kamenec. Regionální autobusová doprava „Rhenus Veniro“ patřící společnosti Regionalbus Oberlausitz GmbH provozuje autobusovou síť se třemi linkami (linky 21, 22, 23).
Kamenec se leží na jednokolejných hlavních trasách Lübbenau–Kamenz a Kamenz–Pirna. Do Drážďan jezdí regionální vlaková linka každou hodinu. Stanice „Kamenz (Sachs)“ je dnes konečnou zastávkou linky SB 34 městské železnice Sasko na trase z Drážďan. Do braniborského Senftenbergu nejezdí od konce 90. let žádné osobní vlaky, pouze vlaky nákladní. Železniční trasa do Bischofswerdy byla zcela zrušena.

## Vzdělání

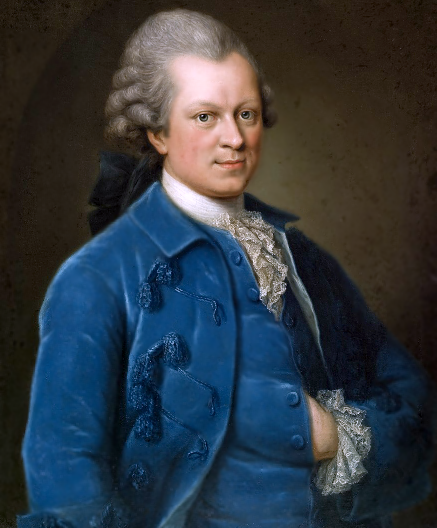
Gotthold Ephraim Lessing na portrétu Anny Rosiny de Gasc z let 1767/1768

V Kamenci jsou tři základní školy, dvě vyšší školy zaměřené na přípravu k zaměstnání (1. Oberschule Kamenz) a s rozšířenou výukou sportu (2. Oberschule Kamenz). Dále Gymnázium Gottholda Ephraima Lessinga (Gotthold-Ephraim-Lessing-Gymnasium Kamenz) sídlící ve dvou budovách a zaměřené matematicko-přírodovědně a jazykově včetně společenských věd, umění a sportu. Tři speciální školy jsou určeny pro podporu učení a vzdělávání včetně školy pro mentálně postižené. Kromě toho jsou ve městě ještě dvě učiliště, hudební škola a Lidová univerzita (Volkshochschule Kamenz).

## Osobnosti
- Joachim Burser (kolem 1583–1639), lékař a botanik
- Justus von Gebhard (1588–1656), právník a Císařský tajný rada ve Vídni
- Johann Jänichen (1659–1731), pedagog a básník
- Gotthold Ephraim Lessing (1729–1781), básník, literární a divadelní kritik, spisovatel, filosof a tvůrce německého měšťanského dramatu
- Immanuel Friedrich Gregorius (1730–1800), luterský teolog a historik
- Wilhelm Weisse (1846–1916), krajinný architekt a pěstitel borovic
- Karl Drechsler (1800–1873), violoncelista
- Hermann Unger (1886–1958), hudební skladatel
- Bruno Hauptmann (1899–1936), emigrant, který byl zatčen kvůli únosu a zabití syna Charlese Lindbergha a následně odsouzen k smrti a popraven
- Manfred Buhr (1927–2008), marxisticko-leninský filosof a historik filosofie
- Georg Baselitz (* 1938), malíř, sochař a grafik
- Wolfgang Mager (* 1952), veslař, dvojnásobný olympijský zlatý medailista